# فخر الدين الرازي
أبو عبد الله محمد بن عمر بن الحسين بن الحسن بن علي الرازي، الطبرستاني المولد، القرشي، التيمي البكري النسب، الشافعي الأشعري الملقب بفخر الدين الرازي وابن خطيب الري وسلطان المتكلمين وشيخ المعقول والمنقول. هو إمام مفسر فقيه أصولي، عالم موسوعي امتدت بحوثه ودراساته ومؤلفاته من العلوم الإنسانية اللغوية والعقلية إلى العلوم البحتة في: الفيزياء، الرياضيات، الطب، الفلك. ولد في الريّ. قرشي النسب، أصله من طبرستان. رحل إلى خوارزم وما وراء النهر وخراسان. وأقبل الناس على كتبه يدرسونها، وكان يحسن اللغة الفارسية.
وكان قائمًا على نصرة الأشاعرة، كما اشتهر بردوده على الفلاسفة والمعتزلة، وكان إذا ركب يمشي حوله ثلاث مائة تلميذ من الفقهاء، ولقب بشيخ الإسلام في هراة، له تصانيف كثيرة ومفيدة في كل فن من أهمها: التفسير الكبير الذي سماه «مفاتيح الغيب»، وقد جمع فيه ما لا يوجد في غيره من التفاسير، وله «المحصول» في علم الأصول، و«المطالب العالية» و«تأسيس التقديس» في علم الكلام، «ونهاية الإيجاز في دراية الإعجاز» في البلاغة، و«الأربعين في أصول الدين»، وكتاب الهندسة. وقد اتصل الرازي بالسلطان محمد بن تكشي الملقب بخوارزم شاه ونال الحظوة لديه. توفي الرازي في مدينة هراة سنة 606 هـ.

## عصره
عاش الرازي في النصف الثاني من القرن السادس الهجري، وكانت هذه الفترة حرجة في حياة المسلمين السياسية والاجتماعية والعلمية والعقيدية، فالوهن قد بلغ مداه بالدولة العباسية، وكانت أخبار الحروب الصليبية في الشام، وأخبار التتار في المشرق تهدد مضاجع المسلمين، وتحرك وجدانهم، وتثير مشاعرهم. وكانت الخلافات المذهبية والعقائدية شديدة وفي الري وحدها كانت ثلاث طوائف: الشافعية وهم الأقلية، والأحناف وهم الأكثرية، والشيعة وهم السواد الأعظم، ففي البداية وقع التصادم بين أهل السنة والشيعة، وكانت الغلبة لأهل السنة. ثم بعد ذلك، وقعت حروب بين الشافعية والحنفية، وكانت الغلبة للشافعية مع قلة عددها. وكثرت الفرق وطال الجدل بينها وأشهرها: الشيعة، والمعتزلة، والمرجئة، والباطنية، والكرامية. أما العلوم فقال فيها ابن خلدون: «ويبلغنا عن أهل المشرق أن بضائع هذه العلوم (العلم الطبيعي، والعلم الإلهي، والهندسة، والموسيقى...) لم تزل عندهم موفورة، وخصوصاً في عراق العجم وما بعده فيما وراء النهر، وأنهم على ثبج (نهج) من العلوم العقلية والنقلية، لتوفر عمرانهم واستحكام الحضارة فيهم.»
واستفحل شر الباطنية وعمدوا إلى الاغتيالات الفردية التي ذهب ضحيتها نظام الملك وقاضي قضاة أصبهان، يقول ابن العماد في شذرات الذهب: «وعظم الخطب بهؤلاء الملاعين، وخافهم كل أمير وعالم لهجومهم على الناس.» وهم كما وصفهم الإمام الغزالي: «ظاهر مذهبهم الرفض، وباطنه الكفر المحض.» وفي هذه الاضطرابات السياسية والعقلية والدينية نشأ الرازي، يقول تاج الدين السبكي في طبقات الشافعية الكبرى: «وعبر إلى خوارزم بعد ما مهر في العلوم، فجرى بينه وبين المعتزلة مناظرات أدت إلى خروجه منها. ثم قصد ما وراء النهر فجرى له أشياء نحو ما جرى بخوارزم فعاد إلى الري.» ويقول الداوودي في طبقات المفسرين: «وجدت بينه وبين جماعة من الكرامية مخاصمات وفتن، وأوذي بسببهم، وآذاهم وكان ينال منهم في مجلسه، وينالون منه.»
وكانت الري موقعًا لعديد من الأحداث التاريخية في ذلك الوقت، لكثرة طرقها إلى الدول، ولذلك لجأ أهلها إلى دور تحت الأرض، فجعلوها في غاية الظلمة ومسالكها وعرة، وتقع الآن في الجنوب الغربي من طهران. وفي سنة 543 هـ قامت الدولة الغورية، وهي السنة التي ولد فيها الرازي. وكانت في بداية فترة الضعف والانحطاط للدولتين السلجوقية والغزنوية، وهما الدولتان اللتان عاش تحت ظلالهما، وفي أيام ازدهارهما، ولقد زالتا بعد موته ببضع سنين، عندما خرج المغول من بلاد الصين.
وإن كان القرن السادس الهجري عصرا اجتمعت فيه متناقضات كثيرة، فإن عوامل القوة لاستمرار الحضارة الإسلامية كانت موجودة أَيْضًا، ولهذا فلا تكاد دولة ما تسقط، حتى تظهر دولة أخرى، تكون كبيرة أَيْضًا، لتواصل المسيرة التاريخية، وقد استطاعت الدولتان الخوارزمية والغورية مقاومة فتن الغز (شعب من شعوب الترك، ومنهم كان السلاجقة، وقد انتقلوا من أقاصي الترك إلى ما وراء النهر، وأسلموا ولكن كانت أفعالهم قبيحة، وخربوا بلاداً كثيرة وأشعلوا الفتن، وقتلوا العلماء والصالحين وأحرقوا خزائن الكتب) المتكررة، ورد هجمات الخطإ (قوم من الترك الكفار، خرجوا من أطراف الصين وتمركزوا فيما وراء النهر، وقد استنجد بهم بعض سلاطين وأمراء المسلمين)، وقاومتا التتار لبعض الوقت، وقد حلتا محل الدولة الغورية، والدولة السلجوقية في فارس. أما الدولة الأيوبية فقد حلت محل الدولة السلجوقية في غرب فارس، لما ضعفت وعجزت عن رد الحملات الصليبية في الشرق الأوسط، كما قاومت الدولة الموحدية الحملات الصليبية في شمال أفريقيا والأندلس، وقد حلت محل ثلات دول: الدولة الفاطمية والدولة الحمادية والدولة المرابطية.
والملاحظ أن القرن السادس الهجري شهد تحولات كبيرة في جميع الميادين، من أهمها بداية اضمحلال الخلافة العباسية، بتفككها إلى دول صغيرة كثيرة، تعمل كل دولة على السيطرة على جميع نواحي الحياة في إقليمها، وكان هذا الوضع سببًا في ظهور بوادر الفساد والتخلف في شؤون الحياة الاجتماعية. ما عدا الحركة الفكرية والعلمية، فقد تواصلت بفضل وجود علماء كبار في هذا العصر، واستقلال المدارس التعليمية عن السلطة السياسية. لقد كتب لهذه الحركة أن تواصل مسارها بثبات، وأن تعوض النكوص الذي أصاب جسم الأمة الإسلامية. ومن المعلوم أن المرض عندما يصيب الجسم لا يؤدي في الحين إلى التأثير في العقل إلا بعد انهيار الجسم، لذلك يتميز عصر الرازي بما يأتي:

### ضعف الخلافة العباسية

الدولة السلجوقية في أقصى اتساعها عام 1092م، بعد وفاة السلطان جلال الدولة ملك شاه

ويرجع هذا الضعف والاضمحلال إلى أسباب كثيرة، منها: التناحر على السلطة، واستنزاف طاقات كبيرة بين الخلافتين العباسية والفاطمية من أجل السيطرة على العالم الإسلامي والانفراد بالحكم وقيادته. ومنها أَيْضًا التعارض بين السلطة واتساع الرقعة الجغرافية لدولة الخلافة، لأن الخليفة يضطر إلى تعيين ولاة على البلاد البعيدة، وإلى أن يمنحهم سلطات عسكرية ودينية إلى جانب السلطة المدنية، فيغري ذلك هؤلاء الولاة بالانفصال والاستقلال، وقد حصل ذلك للخلافتين أكثر من مرة، وأدى هذا التصرف إلى الانحطاط السياسي ثم الحضاري، وكان هذا حال القرن السادس الهجري، حيث انهارت الخلافتان العباسية والفاطمية أمام سلاطين الأقاليم، وعلى الخصوص في الفترات التي كان فيها الخليفة ليس حاكما عظيما، لأن عظمة الدولة من عظمة الرجل الذي يقودها.
ومن الشواهد التاريخية على قيام حروب بين الخلفاء والسلاطين، الحرب التي وقعت سنة 529 هـ بين الخليفة المسترشد بالله (توفي في نفس السنة) والسلطان مسعود السلجوقي (ت 547 هـ). والحرب التي نشبت في السنة التالية أي سنة 530 هـ بين الخليفة الراشد (ت 532 هـ) وعسكر السلطان مسعود. وفد ذكر المؤرخون حروبا كثيرة من هذا النوع، طوال القرن السادس الهجري، حين تجرأ فيها السلاطين على الخلفاء، لا سياسيا وعسكريا فحسب بل حتى دينيا، إذ كانوا يطلبون الخطبة لأنفسهم ويسلبونهم رموز الخلافة، منها سلب السلطان سنجر (ت 552 هـ) بردة النبي محمد والقضيب من الخليفة المسترشد بالله (ت 529 هـ)، ثم أعادها إلى الخليفة المقتفي لأمر الله (ت 555 هـ) في سنة 535 هـ. وهذه الظاهرة تدل على ضعف الخلافة وتصدعها. ولما كثرت الإمارات والملوك كثرت الفتن، وتأججت الرغبات في التناحر على السلطة، وأحيانا بالاستعانة بالكفار، وذلك مذكور ومشهور في كتب التاريخ، مثل فتنة جماعة أصحاب الخلفاء العلويين بمصر، الذين أرادوا الوثوب على صلاح الدين (ت 589 هـ) باستدعاء الإفرنج من صقلية ومن ساحل الشام إلى مصر مقابل مال وبلاد.
وأما قدوم التتار إلى بلاد المسلمين، فيقول ابن الأثير (ت 630 هـ): أن الخليفة الناصر لدين الله (ت 662 هـ) راسل التتار يُطمعهم في البلاد، وتلك هي الطامة الكبرى. هذا وكانت البلاد الإسلامية مسرحا للحروب الصليبية طوال هذا القرن، وقد أدت هذه الحروب إلى مزيد من الضعف للخلافة، وإلى العجز الكلي أحيانا عن المقاومة والدفاع عن البلاد الواسعة التي طرقتها الحملات الصليبية، وغزوات أقوام من كل ناحية، ولا سيما خروج التتار في العشرية الثانية من القرن السابع الهجري، وبالتحديد في سنة 617 هـ إلى بلاد الإسلام.

### الأحوال الاجتماعية
لقد تدهورت الحياة الاجتماعية في القرن السادس الهجري بسبب الفساد السياسي الذي استنزف القدرات الاجتماعية والمادية والمعنوية، كما يرجع الأمر إلى الفتن المختلفة وإلى الأزمات الاقتصادية وانتشار الأوبئة، وهذه العوامل كلها ساهمت في تدمير البنيات الاجتماعية المادية والمعنوية التي كانت من مقومات القوة والنماء، لذلك خربت المدن وانقطعت الطرق وانتشرت السرقة، ولم تسلم منها حتى قوافل الحجاج، حيث يغار عليها جهارا نهارا، لذلك ساءت العلاقات الاجتماعية المختلفة. ويشهد على ذلك ما وقع خلال هذه السنوات:
- ففي سنة 538 هـ زاد أمر العيّارين[22] بسبب ابن الوزير وابن قاروت[23] اللذين كان لهما نصيب مما يأخذه العيارون.[24]
- وفي سنة 552 هـ أغار الجنود الخراسانية على الحجاج الخراسانية وقتلوا منهم نفرًا، وسلبوهم أموالهم وأمتعتهم، ولما تقدموا في المسير قليلًا، هاجمتهم الإسماعيلية، فقتلوهم إلا من هرب، وقتل منهم كثير من العلماء والزهاد، وتلك مصيبة عظيمة حلت بالحجاج وبالأمن العام في ذلك الزمان.[25]
- وفي سنة 556 هـ اندلعت فتنة أخرى ببغداد بسبب ابن هبيرة والغلمان والفقهاء، حيث أمر الخليفة بضرب الفقهاء وتأديبهم، فمضى إليهم أستاذ الدار وعاقبهم.[26]
- وفي سنة 581 هـ وقعت فتنة بين التركمان والأكراد في بديار الجزيرة والموصل، قتل فيها خلق كثير، ونهبت الأموال ودامت سنين عديدة، حيث انقطعت فيها الطرق بين بلاد كثيرة، من الشام إلى أذربيجان.[27]
- وفي مطلع القرن السابع الهجري، تواصلت الفتن بين أهل البلاد المختلفة، وكذلك بين أهل الأحياء في المدينة الواحدة، مثل فتنة ببغداد بين أهل باب الأزج وأهل المأمونية،[28] وفتنة بهراة بين أهل السوقين الحدادين والصفارين.[29] وأما الأزمات الاقتصادية فهي لا تعد ولا تحصى، وقد أدت إلى الغلاء الشديد في البلاد الإسلامية كافة، ولم يسلم منها بلد، وقد أدت إلى المجاعة في أحيان كثيرة، فعمت هذه الأزمات البلاد الإسلامية من أقصى الشرق إلى أقصى الغرب، مثل الذي وقع سنة 543 هـ، وهي سنة ولادة الرازي، حيث عم الغلاء جميع البلاد من خراسان إلى العراق وإلى الشام وإلى بلاد أفريقيا.[30]
- وفي سنة 574 هـ اشتد الغلاء أَيْضًا وعم سائر البلاد ودام إلى السنة التالية.[31] وقد دفعت هذه الأزمات الناس إلى أكل الدواب المحرمة والمكروهة، وهناك روايات كثيرة في كتب التاريخ تتحدث عن أكل الآدميين![32]

### الأحوال الطبيعية
ومن الكوارث الطبيعية التي شهدها هذا القرن الزلازل والجفاف والفيضانات، فالزلال لم تتوقف طوال هذا القرن، وقم اهتم المؤرخون بذكرها ووصف أحوالها وآثارها، وكانت تضرب البلاد الكثيرة وتحدث أضرارا كبيرة في البنايات سواء كانت منازل أو مرافق عامة كالجسور وغيرها. وكذلك كارثة الجفاف التي كانت آثارها وخيمة على معيشة الناس واستقرارهم، لأن انقطاع الأمطار إلى قلة الغلة والمحاصيل ثم إلى الغلاء وإلى ارتحال الناس عن الديار والبلاد، وإلى موت الحيوانات التي هي من المصادر الأساسية لمعاش الإنسان، وقد أسهم ذلك كله في إضعاف المسيرة الحضارية للمسلمين.

### الخلافات الفكرية

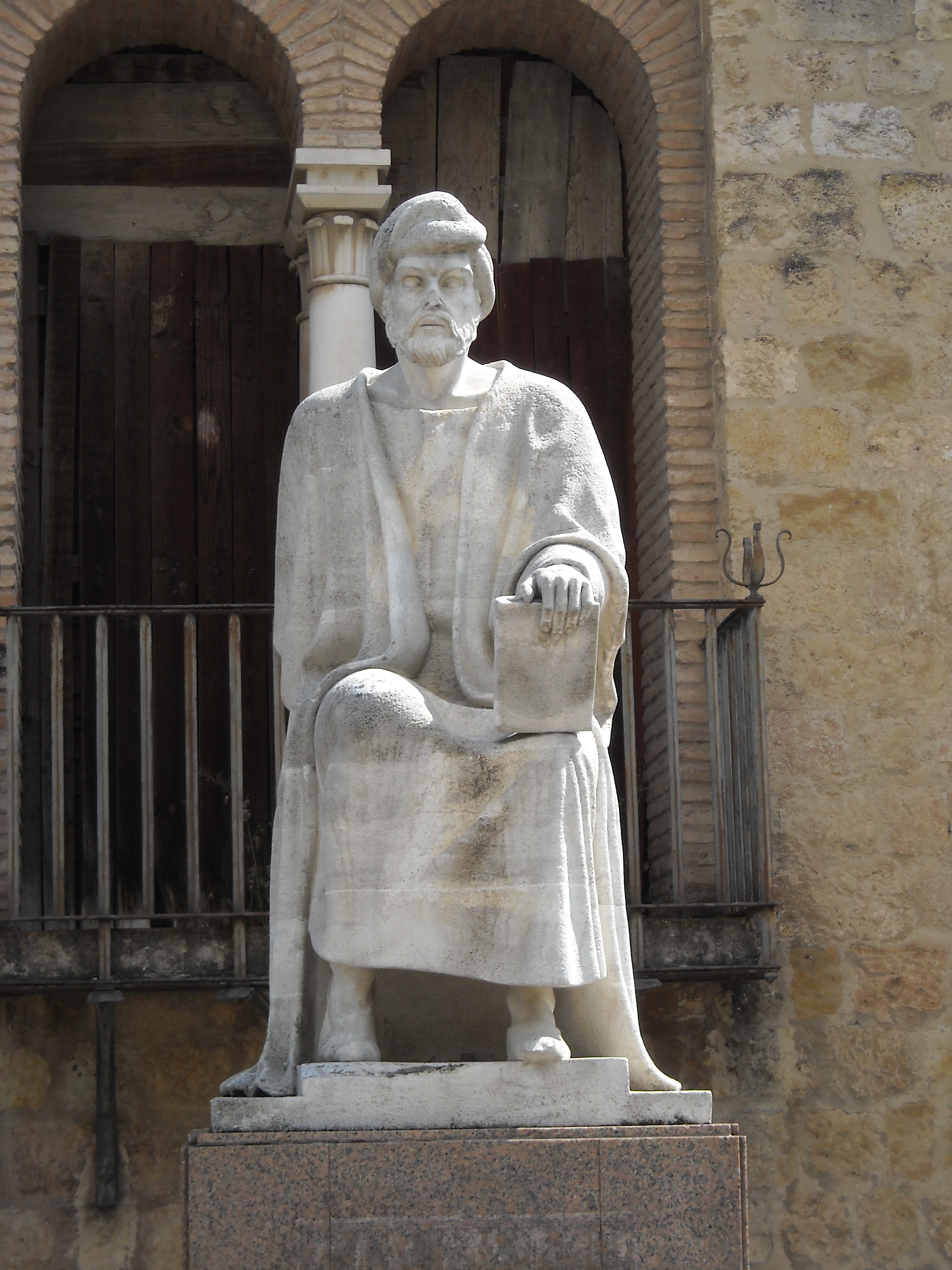
تمثال لابن رشد الحفيد في قرطبة، إسبانيا.

كان الصراع الفكري على أشده في هذا القرن بين الفرق الكلامية وبينها وبين المذاهب الفقهية، وما وقع في هذا القرن إنما هو استمرار للاختلاف القديم في مسائل السياسة والعقائد، مع العلم أن الاختلاف الفكري في حد ذاته ليس نقمة بكامله، ولا هو ميزة خاصة بالثقافة الإسلامية، لأن جميع الديانات الأخرى عرفت أشكالًا وأنواعًا من الاختلافات في الأصول والفروع معًا. وقد نشأ علم الكلام من الاختلاف في الأصول، ونشأ علم الفقه من الاختلاف في الفروع، وكان الاختلاف في الأصول في أربع مسائل كبرى: أولًا: الصفات والتوحيد، ثانيًا: القضاء والقدر، ثالثًا: الوعد والوعيد، ورابعًا: النبوة والإمامة. ويتميز القرن السادس الهجري من الناحية الفكرية باتساع موضوع التفكير في العلوم الشرعية، وكذلك الحال في العلوم الأخرى، كالعلوم العقلية والطبيعية والاجتماعية، كما تتميز بكثرة الإنتاج في جميع تلك العلوم، وبنمو سلطة الفرق والمذاهب في ضم وتجنيد الناس في صفوفها.
أما كثرة العلماء المناصرين للفرق والمذاهب فقد عمقت مجال الصراع الفكري وأعطته حماسًا كبيرًا، ولم يكن الهدف عندهم إلا الانتصار على الخصم. ويتميز هذا القرن أَيْضًا بوجود كثرة الزهاد والمتصوفة، وهذا يعني أن المسلمين صاروا يندفعون إلى البحث عن الخلاص الفردي لا الجماعي، اندفاعًا جعل الحياة الاجتماعية مشلولة، وفتحوا بذلك بابًا على مصراعيه أمام اليهود والنصارى، الذين تغلغلوا في وظائف الدولة، وشؤون الحياة المختلفة، وهذا من الأمور التي ساهمت في انتشار الأهواء والبدع. ويشعر الخلفاء والأمراء في بعض الأحيان بهذا التغلغل، فيأمرون بعزل اليهود والنصارى من دواوين الدولة، مثلما أمر الخليفة العباسي الناصر لدين الله أن لا يستخدم في الديوان يهودي أو نصراني، وأن لا يستعان بهم مهما كانت الحاجة ملحة. مع العلم أن هذه الأوامر الناهية عن استخدام اليهود قليلة وتعد على الأصابع.
ونتيجة لسوء الأحوال الاجتماعية سياسيًّا واقتصاديًّا مال الناس إلى التقليد ورفضوا الاجتهاد والتجديد، لأن أفهامهم صماء وعقولهم جدباء في بعض العهود كهذا العهد، وكان ذلك كله من علامات بداية الانحطاط. وأدى الصراع الفكري بدوره إلى إثارة فتن دموية في بعض الأحيان، مثل الفتنة التي نشبت بين العلويين الشيعة والشافعية في سنة 554 هـ بأستراباذ وفتنة أخرى سنة 560 هـ في أصفهان بسبب التعصب للمذاهب وهي فتنة قتل فيها كثير من الناس. وذلك إما محاكمة العلماء تعسفا وطردهم من البلاد، أو حملهم على الخروج منها، أو تحريض العامة عليهم، أو حرق كتبهم فلم يسلم منها إلا القليل، ومنها على سبيل المثال لا الحصر، محاكمة الركن عبد السلام بن عبد الوهاب الكيلاني (548-611 هـ) الذي كان حنبلياً، عارفا بالمنطق والفلسفة، وقد اتهم بأقوال الفلاسفة، لذلك وقعت له محنة في عهد الوزير ابن يونس فأحرقت مكتبته في رحبة ببغداد، وخرجت مدرسة جده من يده ويد أبيه عبد الوهاب، وفوضت إلى أبي الفرج ابن الجوزي (ت 597 هـ)، وأدخل السجن مدة ثم أفرج عنه سنة 589 هـ لما قبض على الوزير ابن يونس فرد إليه ما سلب منه.
وهناك محاكمة أخرى عقدت بواسط للشيخ ابن الجوزي بسعي الركن عبد السلام إذ ادعى عليه بتصرف في وقف مدرسة جده لما تولى إدارتها، فحكم عليه بالسجن ثم أفرج عنه سنة 595 هـ وقد بقي في المطمورة بسجن واسط خمس سنين. وكانت نقمة الفقهاء وأنصار الفرق شديدة على كل من يحاول الاجتهاد أو يشتغل بعلوم الأوائل، وقد يتواطؤ هؤلاء الفقهاء مع السلطة السياسية التي كانت تقوم بتسليط العقوبات أو الطرد من البلاد، ومن ذلك خروج سيف الدين الآمدي (551-631 هـ) من العراق إلى الشام ثم إلى مصر سنة 592 هـ لأنه متهم بفساد العقيدة ومذهب الفلاسفة لما أظهر من علوم الأوائل، ومرة أخرى انتقل خفية من مصر إلى الشام ولم يكن حظه سعيدًا هنالك، حيث عزل عن التدريس وأقام مختفيا في بيته حتى توفي.
هذا في المشرق وأما في المغرب فقد عاش ابن رشد (520-595 هـ) محنة شديدة فأحرقت كتبه وأخرج من قرطبة. وأما فخر الدين الرازي فطرد من بلاد كثيرة بسبب آرائه الفلسفية والدينية لأنها ليست متحجرة ولا مقلدة، كما كان حال الفقهاء وأشباه العلماء في عصره، وإنما كان مجتهدا ومجددا في العلوم العقلية والنقلية معا، وكان جريئا ومدافعا بقوة عن آرائه. يذكر المؤرخين أن أعظم فتنة وقعت له سنة 595 هـ بهراة، وقد قيل: لما بنى ابن أخت غياث الدين مدرسة له، نزل ذلك كالصاعقة على الكرامية، وفي راوية أخرى: أن الفتنة حصلت بسبب مناظرة الرازي لابن القدوة، وهو مقدم الكرامية ولم تخمد إلا بإخراج الرازي من هراة.
وقد استدل المؤرخون على شجاعة الرازي، وجرأته في الوعظ بما يلي: قيل كان الرازي يعظ في داره، وقد زاره السلطان شهاب الدين الغوري فقال له: «يا سلطان لا سلطانك يبقى ولا تلبيس الرازي فبكى شهاب الدين حتى رحمه الناس». وقد انتشر شرور العامة عندما وجدت لنفسها قوة بالاعتماد على سلطة الساسة وسلطة الفقهاء، وهي قوة كانت في بعض الأحيان تستخدمها للتمرد على السلطتين معا، كما هو الشأن حين عجز غياث الدين الغوري (ت 599 هـ) على تسكين الكرامية، إلا بعد أن وعدهم بإخراج الرازي، وأَيْضًا حين انقلب الناس كشهود والفقهاء كقضاه على ابن الجوزي.
هكذا شاع اضطهاد العلماء في هذا العصر، أمثال الرازي والسهروردي (ت 587 هـ) وابن رشد والسيف الآمدي (ت 631 هـ) وغيرهم، وهذا يدل على سيطرة النزعة التقليدية على الحياة الاجتماعية، وعدم احترام قواعد الحوار وحرية التفكير السائدة في القرون السابقة، ولقد ظل أهل الفرق وأصحاب المذاهب يحرضون العامة على العلماء، عند محاورتهم في المسائل الخلافية، كما كان بعض الحكام مستبدا ومنحازا إلى حد التعصب الأعمى. فالاختلاف واضح بين هذا القرن والقرون التي قبله، ولو كان الأمر نسبيًّا، إلا أن تبادل الآراء كان مباحا من قبل والاختلاف متفشيا، والتأمل العقلي ناظرا في مسائل العقيدة والشريعة معا، فأنتج ذلك كله ثقافة متنوعة وظهرت مؤلفات جليلة، ولما بدأ التعصب وقبض على الحرية وسجن العقل فاضمحل الفكر وتحولت سلطة الدولة إلى أداة قهر وقمع، ما عدا بعض الحكام في بعض الأحيان. هكذا يكون التشتت والتمزق قد عم جميع ميادين الحياة الاجتماعية في هذا القرن، والرازي عاش في هذا العصر في ظل إيجابياته وسلبياته عالما مقارعا للجهل وأنواع الضلالات المختلفة، وعلى الرغم من عدم رضى العامة عنه وكثرة الحساد والمتعصبين عليه، فقد ظل متمسكا بالمطالب العالية وبذل جهدا كبيرا في سبيل تعريف الناس بها.
نلاحظ مما سبق أن عصر الرازي يتميز باضمحلال الخلافة العباسية، وتفكك السلطة المركزية إلى دول كثيرة، حيث تتناحر هذه الدول على استقطاب الخلفاء، ويدخلون في حروب فيما بينهم وبين الخليفة، مما أثر سلبا على جميع ميادين الحياة. بالإضافة إلى ذلك فهذا العصر لم ينج من الكوارث الطبيعية الكثيرة كزلازل والجفاف التي اهتم المؤرخون بذكرها وإحصاء الخسائر المترتبة عنها وآثارها على المسيرة الحضارية. كما يتميز أَيْضًا بظهور العلماء الأعلام في كل علم وفن، ويمكن الإشارة إلى أهم الظواهر التي سادت هذا العصر، وإلى العوامل التي كانت سببًا في الاضمحلال والتقوقع، وهي بإيجاز:
- هذا العصر مليء بالأحداث المثيرة والعجيبة في الميادين المختلفة.
- هو عصر الاضطرابات السياسية والفكرية والدينية.
- المغول يطرقون الحدود الشرقية، لضعف ملوك وسلاطين المسلمين بسبب تناحرهم فيما بينهم.
- الحروب الصليبية تهدد البلاد الإسلامية غربا وكانت المراكز الحضارية مسرحا لها.
- ملوك المسلمين يستعينون بالأجانب - أي هؤلاء الأعداء من كل جنس ولون - في الحروب التي تقع بينهم.
- البناء الاجتماعي هش وضعيف.
- الفرق الكلامية والمذاهب الفقهية يشتد الصراع بينها جميعا.
- الفكر يزدهر ويتنوع بظهور العلماء الأعلام كالرازي وابن الجوزي.

## نسبه
هو محمد بن عمر بن الحسين بن الحسن بن علي بن محمد بن عبد الله بن عبد الرحمن بن عبد الملك بن عبد الرحمن بن أبي طاهر محمد بن أحمد بن عبد الله بن عبد الرحمن بن القاسم بن محمد ابن أبي بكر الصديق التيمي القرشي البكري، الملقب بفخر الدين ويقال له ابن خطيب الري لأن والده الإمام ضياء الدين عمر كان خطيب مسجد الري كما لقب في هراة بشيخ الإسلام،  يكنى بأبي عبد الله وأبي المعالي وأبي الفضل،  الرازي نسبة إلي مدينة الري، الطبرستاني الأصل نسبة إلي طبرستان حيث كانت أسرته فيها ثم رحلت إلى الري،  القرشي التيمي البكري نسبة إلي ابي بكر الصديق الشافعي مذهباً والاشعري عقيدة.

## نشأته وتعليمه
ولد الرازي في عام 544 هـ الموافق 1149م بمدينة الري وقيل بأنّه وُلد عام عام 543هـ،  ونشأ في بيت علم، إذ كان والده الإمام ضياء الدين عمر بن الحسن فقيها أصوليا متكلما صوفيا، وكان خطيب الري وعالمها وله تصانيف كثيرة في الأصول والوعظ وغيرهما من أهمها غاية المرام في علم الكلام، حيث اعتبره إبن السبكي من أنفس كتب أهم السنة وأشدها تحقيقاً. 

وعلى يدي والده ابتدأ فخر الدين طلبه للعلم في صباه، فتعلم العلوم الأولية فأغناه عن طلب العلم على يد سواه حتى وفاته عام 559هــ، وقد كان الرازي شديد الإعجاب بوالده فيذكر اسمه بإجلال واحترام ويدعوه «بالإمام السعيد»، ويجعله شيخه وأستاذه ويذكر السلسلة العلمية التي تلقاها عنه بكل اعتزاز،  يقول ابن خلكان متحدثاً عن السلسلة العلمية للرازي:
«...وذكر فخر الدين في كتابه الذي سماه تحصيل الحق أنه اشتغل في علم الأصول على والده ضياء الدين عمر، ووالده على أبي القاسم سليمان بن ناصر الأنصاري، وهو على إمام الحرمين أبي المعالي، وهو على الأستاذ أبي إسحاق الإسفرايني، وهو على الشيخ أبي الحسين الباهلي، وهو على شيخ السنة أبي الحسن علي بن إسماعيل الأشعري، وهو على أبي علي الجبائي أولا ثم رجع عن مذهبه ونصر مذهب أهل السنة والجماعة.
وأما اشتغاله في المذهب -يعني الفقه- فإنه اشتغل على والده، ووالده على أبي محمد الحسين ابن مسعود الفراءالبغوي، وهو على القاضي حسين المروزي، وهو على القفال المروزي، وهو على أبي زيد المروزي، وهو على أبي إسحاق المروزي، وهو على أبي العباس بن سريج، وهو على أبي القاسم الأنماطي، وهو على أبي إبراهيم المزني، وهو على الإمام الشافعي رضي الله عنه  »
وبعد أن توفي والده، رحل الرازي إلى سمنان ليشتغل على كمال الدين أحمد بن زيد (الكمال السمناني) واشتغل عليه مدة ثم عاد إلى الري واشتغل على المجد الجيلي ولما طلب المجد مراغة للتدريس بها صحبه الرازي وقرأ عليه مدة طويلة الكلام والفلسفة.
وهكذا وجد الرازي نفسه منذ نعومة أظافره في بيت علم، وبين يدي عالم من أعلام العلماء قضى الفترة الأولى من حياته ينهل من معين علومه، ولذلك شغف بالعلم وأكب على الدرس والتحصيل، وحرص على أن لا يضيع من حياته وقتاً إلا في تعلم أو تعليم حتى أنه ليتمنى لو اسْتَطاعَ أن يستغني عن كثير من الحاجات الطبيعية ليجعل وقته المصروف فيها في طلب العلم فيقول «والله إنني أتأسف في الفوات عن الاشتغال بالعلم في وقت الأكل فإن الوقت والزمان عزيز  »، ونتيجة لحبه للعلم واستعداده له مع ذكاءه وذاكرته القوية اسْتَطاعَ في فترة وجيزة اسْتيعَاب الكثير من كتب المتقدمين كالشامل في علم الكلام لإمام الحرمين والمستصفي للغزالي والمعتمد لأبي الحسين البصري وأمثالها ولذلك قال «ما أذن لي في تدريس علم الكلام حتى حفظت اثني عشر ألف ورقة  »

## علومه
كان الرازي يرى أن تعلم العلوم جميعا فرض من الفرائض الشرعية ولذلك أحب العلوم كلها وأقبل عليها بدون تفريق إلا ما يكون من فرق بين الفاضل والمفضول،  والعلوم كلها في نظره لا تخرج عن كونها واجباً أو مما لا يتم الواجب إلا به أو مما لابد منه لتحقيق مصلحة من المصالح الدنيوية أو مما لا بد من تعلمه لمعرفة أضراره وأخطاره والدعوة إلى اجتنابها.

### التفسير
نال الرازي كمفسر شهرة واسعة وحظي تفسيره الكبير "مفاتيح الغيب" منذ تأليفه له حتى اليوم باهتمام بالغ، وتناوله الكثيرون بالدرس والتعليق والنقد حتى جاء وقت لم يكن يطالع فيه أكثر المتعلمين سواه، وقد جمع الرازي في تفسيره كل غريب وغريبة، فهو كان يرى أن القرآن الكريم أصل العلوم كلها فيقول «أن القرآن أصل العلوم كلها فعلم الكلام كله في القرآن، وعلم الفقه كله مأخوذ من القرآن، وكذا علم أصول الفقه. وعلم النحو واللغة، وعلم الزهد في الدنيا وأخبار الآخرة، واستعمال مكارم الأخلاق، ومن تأمل كتابنا في دلائل الإعجاز علم أن القرآن قد بلغ في جميع وجوه الفصاحة إلى النهاية القصوى » كما يرى أَيْضًا في إيراد مباحث العلوم المختلفة وغيره في التفسير ما يثبت الإيمان في القلب فيقول «وربما جاء بعض الجهال والحمقى وقال إنك أكثرت في تفسير كتاب الله من عليم الهيئة والنجوم، وذلك على خلاف المعتاد! فيقال لهذا المسكين: إنك لو تأملت في كتاب الله حق التأمل لعرفت فساد ما ذكرته وتقريره من وجوه....»
وتسيطر عليه هذه الأفكار في تفسيره كله، ولذلك نراه يذكر الآية ثم يبين مناسبتها لما قبلها وما بعدها ويستطرد بعد ذلك في بيان ما يمكن أن تدل عليه، أو يدل عليها من المسائل الرياضية والطبيعية والفلكية مسانداً أو معارضاً مذاهب علماء تلك العلوم باستدلال عقلي قائم على الآية الكريمة،  ثم يعالج المسائل الكلامية، أو الأصولية، أو الفقهية المتعلقة بالآية مرجحاً في الكلام مذهب أصحابه الأشاعرة غالباً وفي الأصول والفقه مذهب الشافعي إلا ما ندر.
ولا ينسى وهو يتناول كل هذه الأمور المسائل اللغوية فيعطيها من بحثه قسطاً كبيراً، فيغوص وراء دقائق نحوية وبلاغية وغيرها قل ما تنبه إليها سواه وإذا ما أحس أنه ابتعد من جو الآية التي يفسرها فإنه سرعان ما يستدرك عائداً لربط ما استنبطه وما أورده من مسائل بالآية الكريمة، وهو لا يتوقف عن الاستنباط والاستطراد ما دام يستطيع إيجاد صلة ولو كانت يسيرة ما بين المستنبط أو المستطرد إليه واللفظ القرآني.
والرازي يعارض حشو التفسير بالقصص والأخبار التي ينقلها بعض المفسرين عن أصحاب السير والتاريخ عند ذكر الأنبياء أو الملوك أو الأمم السابقة إلا إذا وردت عن طريق القرآن أو السنة الثابتة،  ولذلك نراه كثيراً ما يورد الأحاديث النبوية المفسرة للآية أو ذات العلاقة بها وكذلك أقول الصحابة أو التابعين قبل أن يبدأ هو في استطراداته.
ويرى الرازي كذلك أن على المفسر أن لا يكتفي بإيراد الأقوال الواردة في الآية وردها إلى أصحابها فحسب مع قطع النظر عن كونها متعارضة أو متوافقة، بل عليه أن يرجح ويختار ويبين ما هو الخطأ أو الصواب بالدليل الذي يمكنه الاستدلال به من الشريعة أو اللغة.
وجماع القول أن الرازي المفسر ربط على وجه التقريب كل علومه بالقرآن الكريم، وحاول في تفسيره أن يعيدها إليه. وتفسيره أشبه ما يكون بموسوعة جامعة في سائر العلوم حوت كل غريب وغريبة كما قال ابن خلكان.

### علم الكلام
إن شهرة الرازي بعلم الكلام لا تقل عن شهرته في التفسير، فهو سلطان المتكلمين الذي الذي فاق أهل زمانه في علم الكلام والمعقولات، كما يعتبره البعض رائداً لطريقة المتكلمين المتأخرين عن طريقتهم في إدخال الفلسفة ومباحثها في علم الكلام يقول ابن خلدون في تاريخه «ثمّ خلط المتأخّرون من المتكلّمين مسائل علم الكلام بمسائل الفلسفة لاشتراكهما في المباحث، وتشابه موضوع علم الكلام بموضوع الإلهيّات ومسائله بمسائلها فصارت كأنّها فنّ واحد ثمّ غيّروا ترتيب الحكماء في مسائل الطّبيعيّات والإلهيّات وخلطوهما فنّا واحدا قدّموا الكلام في الأمور العامّة ثمّ أتبعوه بالجسمانيّات وتوابعها ثمّ بالرّوحانيّات وتوابعها إلى آخر العلم كما فعله الإمام ابن الخطيب في المباحث المشرقيّة وجميع من بعده من علماء الكلام. »
ولم يقصر الفخر نشاطه في هذا العلم على التأليف والتدريس، بل سافر إلى البلدان التي توجد فيها فرق مخالفة لمنهج أهل السنة الأشاعرة كالمعتزلة والكرامية وغيرهم وعقد مع علمائهم مناظرات كثيرة في خوارزم وبخارى وسمرقند وخجند وبناكت وغزنة وبلاد الهند، وقد كان يفلح فيها بإعادة الكثيرين من أصحاب تلك المذاهب إلى مذهب أهل السنة الأشاعرة، وقد كتب ذلك في كتاب «المناظرات» لتكون بمثابة سجل وتاريخ لنشاطه العلمي ورحلاته فهي مذكراته الشخصية عن هذه الفترة من حياته.

### الفقه وأصوله
الرازي أصولي وفقيه شافعي، وأصحابه الشافعية يعرفون له قدره وطول باعه في الأصول خاصة ويضعونه في مقدمة أهل التحقيق من الأصوليين وخصوه بالقب الإمام فإذا أطلق لقب الإمام في كتبهم فالمراد به الرازي، ولقد استوعب وهو ما يزال في مقتبل العمر أهم الكتب الأصولية لسابقيه فدرس «البرهان» لإمام الحرمين و «العهد» للقاضي عبد الجبار وحفظ "المستصفى" للغزالي و«المعتمد» لأبي الحسين البصري، ولذلك استطاع أن يؤلف في الأصول، هذا ولم يسر وراءهم سير مقلد يجمع ما قالوه ثم يلخصه ويقرره كما قد يتصور البعض ولكنه نظر في كل ذلك نظرة الفاحص المدقق لذلك نجد له مؤاخذات على سابقيه وخاصة الغزالي وأبي الحسين البصري وملاحظات تدل على تبحره في هذا العلم.
أما الفقه فقد ذكر المؤرخون أن الرازي قد ألف شرحاً «لوجيز» الغزالي ولكن لم يتمه، كما بث في كتبه المختلفة وخاصة التفسير الكثير من الآراء الفقهية التي تدل على طول باعه في هذا الباب، كما ألف في الفقه كتاب «البراهين البهائية» بالفارسية وذكر فيه سبعين ومائة مسألة فيها آراء الشافعية والحنفية مرجحاً في كل تلك المسائل رأي إمامه الشافعي والترجيح -في الفقه- من أعلى مراتب الفقهاء.

### علوم اللغة
الفخر ممن جمعوا بين أدب القول وأدب الكتابة فهو خطيب الري وواعظها وصاحب التصانيف التي أوتي فيها من التوفيق ما لم يؤته عالم وله في هذين الفنين من فنون القول اليد الطولي يقصد مجالس وعظه وخطابته السلاطين والأدباء والفقهاء، ولاشك أن تمكنه في هذين الفنين دليل على تبحره في علوم العربية وإحاطته بدقائقها.
والرازي يرى أن تعلم علوم العربية واجب شرعي، لا يختلف عن وجوب تعلم القرآن والسنة بل هو يرى أن تعلم العربية مقدم على تعلمهما من حيث كونها وعاء للكتاب والسنة لا يمكن فهمهما قبل الإلمام بالعربية، كما يبدي الرازي استغرابه وعجبه من الأصوليين كيف لم يعنوا بضبط اللغة وإخضاع رجالها وطرق نقلها إلى نفس القواعد التي أخضعت لها السنة، فيقول «والعجب من الأصوليين: أنهم أقاموا الدلالة على خبر الواحد أنه حجة في الشرع ولم يقيموا الدلالة على ذلك في اللغة وكان هذا أولى»، وقد قدم لتفسيره ببحث قيم في اللغة تناول فيه الدقائق، كما كتب في المحصول بحثاً في الأحكام الكلية للغات، وله مؤلفات خاصة بفروع لغوية تدل على إلمامه التام بعلوم اللغة.
أما البلاغة فقد اعتبره بعض الكاتبين أول من قعد علوم البلاغة، وأنه هو الذي أوصل ما بين البلاغة الأدبية والبلاغة ذات القواعد والقوانين، وكتابه «نهاية الإيجار في دراية الإعجاز» يعتبر من المراجع البلاغية المهمة.
أما النحو فله مؤاخذات جيدة على النحاة منها عدم تجويز جمهورهم دخول رب على المستقبل ويرى هو تجويز ذلك لوروده في قوله تعالى ﴿رُبَمَا يَوَدُّ الَّذِينَ كَفَرُوا لَوْ كَانُوا مُسْلِمِينَ ۝٢﴾ [الحجر:2] وينعى على من جوز ذلك استدلالاً بقول الشاعر «ربما تكره النفوس من الأمر» وليس لوروده في القرآن الكريم فيقول «ولو أنهم وجدوا بيتا مشتملا على هذا الاستعمال لقالوا إنه جائز صحيح وكلام الله أقوى وأجل وأشرف، فلم لم يتمسكوا بوروده في هذه الآية على جوازه وصحته  »، وقد بث هذه المؤاخذات في كتبه وفي مقدماتها «التفسير» و «المحصول» كما أحال على كتاب له في دقائق النحو سماه «المحرر» وهو من كتبه المفقودة.

### الطب والفراسة
كان الفخر طبيباً من أحذق أطباء زمان وأشهرهم، قوي النظر في هذه الصناعة ومباحثها، شرح وهو في مقتبل العمر «قانون ابن سينا» وحظيت مؤلفاته في التشريح باهتمام أهل هذه الصناعة، قال طاش كبرى زاده «وكتب التشريح أكثر من أن تحصى ولا أنفع من تصنيف ابن سينا، والإمام الرازي »، كما تتلمذ على يديه تلاميذ اشتهروا بالمهارة في الطب مثل قطب الدين المصري.
والرازي يجعل الطب والفراسة فرعاً للعلم الطبيعي، فيقول «أن من أصول هذا العلم -يعني الفراسة- مستندة إلى العلم الطبيعي وتفاريعه مقررة بالتجارب وكان مثل الطب سواء بسواء »، فهو يجعل الفراسة طباً نفسانياً بالمفهوم الحديث، ويرى أنه كما تعالج أمراض الجسد بالأدوية والعقاقير فإن الفراسة علم تعالج به أمراض النفس ويضع لـ أطباء النفس شروطاً يرى أنه لابد منها لمن يريد المهارة في هذا المجال كالعناية بجميع الظواهر النفسية لدى المريض وقوة الملاحظة والمواظبة على العمل وإجراء التجارب الكثيرة.
وقد كان علم الفراسة قبل الفخر علماً ملتصقاً بالدجل يصعب فصله عنه حتى جاء وميزه وأخرجه من هذه الدائرة ليدخله في دائرة العلوم كفرع من الطب واعتبره علماً يقيني الأصول ظني الفروع، وقد ألَّف كتابه «الفراسة» بناءً على رسالة صغيرة لـ أرسطو لم يقف عند ما جاء فيها بل وسعها وزارد عليها مما جعل البعض يعتبرونه المعلم الأول في هذا الباب.

### الفلسفة
لقد اشتغل الرازي بالفلسفة، تعلماً وتعليماً وتأليفاً: أما التعلم فإن اهتمامه بالفلسفة كان كبيرا، لهذا فإنه لما طلب شيخه مجد الدين الجيلي إلى المراغة سافر معه حرصا على استكمال تعلم العلوم الحكمية، وبالفعل فلقد قرأ عليه الحكمة لمدة طويلة. وأما التعليم فإنه كان يباحث في مجالسه في المسائل الفلسفية وباصطلاحاتها. وأما التأليف فقد شرح كتبا فلسفية لابن سينا كالإشارات والتنبيهات، وعيون الحكمة. وله مبتكرات كالمحصل والمباحث المشرقية والمطالب العالية والملخص في المنطق والحكمة وغيرها. وهذا المؤلفات تدل على اهتمامه بالعلوم الحكمية ومدى عنايته بها.
لم يكن الرازي مجرد شارح للفلاسفة اليونانيين، ولا مكررا لما قالوه بألفاظ عربية، بل كان شديد النقد لهم، وهو ما كان ليستطيع الرد عليهم لو لم يدرس فلسفتهم جيدا، حتى تكونت لديه ثقافة فلسفية عالية، وعقلانية جبارة فذة. لقد اعتبره البعض من المفكرين الأوائل الذين أسسوا حركة فلسفية معتبرة في الفكر الإسلامي، إذ تصرف في الأفكار اليونانية ووظف تلك الأفكار في بحوثه الصوفية بعد تطويرها، وكان يهاجم في الوقت نفسه مختلف النظريات الأرسطية بعنف. 117 وفي ذلك يقول الذهبي (ت 748 هـ): «وقد خالف الفلاسفة الذين أخذ عنهم هذا الفن.» وأما الصفدي (ت 764 هـ) فقد رد على من حاول التشكيك في فكر الرازي وعقيدته بسبب إيراده لشبه الفلاسفة في كتبه، لأنه زلزل قواعدهم ولأنه كلما ذكر لهم شبهة إلا وأردفها بنقد شديد، إما ليهدمها ويمحقها، وإما ليزلزل أركانها، كمسألة وجود الله تعالى أنه عين ذاته، وقد رد عليهم بأن الإنسان يعلم قطعا أنه تعالى موجود ولكنه لا يعلم ما هي ذاته، فلو كان وجوده عين ذاته لاستحال وقوع الشك في ذاته، ولاستحال القطع في وجوده لأن الشيء لا يكون معلوما ومجهولا في نفس الوقت.
فهذا المثال يوضح أن الرازي من العلماء الذين قاوموا الفلسفة اليونانية من أجل حماية العقيدة الإسلامية من التشكيك والتشويه، مما جعله علما شامخا، لذلك لقي معارضة عنيفة من أنصار الفلسفة اليونانية كالطوسي (ت 672 هـ) بسبب حملته على الفلاسفة وبسبب بعض أفكاره التي يعارضهم بها جملة وتفصيلا، كمبدأ الضرورة وتفسيره للقرآن بطريقة علمية غير معهودة. والطوسي قد أشار في شرح المحصل إلى مخالفة الرازي لما هو مشهور عند الفلاسفة، زيادة على ما هم فيه يختلفون كاختلافه معهم في اصطلاح الرسم التام والناقص، وفي مسألة التصديق فإن مذهبه يقوم على أنه عبارة عن مجموع التصورات مع الحكم.
ويقول ابن خلدون (ت 808 هـ) في هذا الشأن: «ومن أراد الرد على الفلاسفة في عقائده فعليه بكتب الغزالي والإمام ابن الخطيب.» وأما صدر الدين الشيرازي (1059 هـ) فقد أولى اهتماما كبيرا للمسائل التي رد فيها الرازي على الفلاسفة، كقولهم أن للطبائع العالية والسافلة غايات طبيعية ونهايات ذاتية، وهو قول يعارضهم فيه بالوجود الذهني لأن الآثار المخصوصة المطلوبة لا تحصل بفعل من الغاية، ولأن الدوافع الوهمية قد تكون سببا للتحريكات والتأثيرات الخارجية. واعترض عليهم أَيْضًا في مسألة صدور الكثرة عن الواحد من حيث هو واحد، لأنه يستحيل أن يصدر أثران عن الواحد وهو ما لا يراه هو، لأنه لم يمنع أن يصدر أثران الواحد، واعترض عليهم أَيْضًا في قولهم بأن كل متحرك له محرك. هذا ويتعجب الشيرازي من إيراد الرازي للتشكيك في مسألة خروج الشيء من القوة إلى الفعل على التدريج لأن الحكماء متفقون على ذلك، ولأن العبرة بالاتفاق ليس حجة لأن الجماعات البشرية قد تتفق على أرذل الأشياء، ونظرا إلى ذلك فالتشكيك فيه قد يكون في محله طالما أن قولهم يحتمل الإشارة إلى عدم وجود الفاعل الحقيقي أو الانتقاص منه باعتبار أن الأشياء لما تخرج على التدريج تعني ذلك.
وأما اتهامه للرازي بالمباهاة عندما يشعر بأنه قد زلزل قوانين الفلسفة وهدم أصولها، فلا عيب في ذلك ما دام هذا الشعور كان شعورا بشريا ينتاب كل منتصر، ولا يصح أن نقبله عند من نرضى به ونرفضه عند من نخاصمه، خاصة في الأمور الطبيعية. والذي يراه ابن تيمية (ت 728 هـ) أن ما ألزم به الرازي الفلاسفة لا محيد عنه. لكنه تراجع في موضح آخر، حيث صنفه ضمن مجموعة العلماء المسلمين الذين ردوا على الفلاسفة بردود ضعيفة، ولم يصنفه ضمن مجموعة العلماء التي تضم عددا كبيرا من الأسماء، حيث اعتبر ردودهم أصح من ردود مجموعة الرازي. وقد أكد على تفضيله لهم لأن مناظرتهم للمتفلسفة خير من مناظرة أولئك. كما صنف ضمن مجموعة الرازي بعض الأشاعرة الآخرين كالشهرستاني (ت 548 هـ) والآمدي (ت 631 هـ). وهذا فيه إجحاف في حقهما لأنهما ساهما كثيرا في الرد على الفلاسفة، وفي الحقيقة أن ردود هؤلاء الثلاثة لا تقل أهمية عن ردود الأعلام المذكورين في المجموعة الثانية، ويشهد على ذلك ما تركوه من آثار في هذا الموضوع. والواقع أن ابن تيمية نفسه قد ملأ كتبه بردود الرازي بدل ردود من فضلهم عليه، وهذا ما يدعو إلى التعجب من مواقفه المتناقضة.
هذا وليس من الحكمة المفاضلة بين هؤلاء العلماء جميعا لأن كل واحد منهم يرد بحسب عصره ومقدار فهمه ومنطلقات مذهبه، كما أننا لا نستطيع تفضيل ردود المتقدمين على ردود المتأخرين، طالما أن المتأخرين على دراية بردود المتقدمين، ونظرا إلى هذا فمن الممكن أن يكون المتأخرون أفضل من المتقدمين لتراكم الخبرة واتضاح المسائل، وإلا فهم مثلهم على الأقل.

#### ردوده على الفلاسفة اليونانيين
لقد كان الرازي يرد على الفلاسفة اليونانيين إما بصفة عامة بما يتفقون فيه بصفتهم فلاسفة يمثلون نزعة فلسفية، وإما بصفة خاصة أي يرد على فيلسوف ما بحسب آرائه الخاصة. لذلك تنقسم هذه المسألة إلى قسمين:
- القسم الأول: بالنسبة للردود العامة فإنه يخالف هؤلاء الفلاسفة في مسألة أفضلية الملائكة على الأنبياء إذ يرى خلافا لهم أن الأنبياء أفضل من الملائكة.[116] لأن أفضل العبادات أشقها وعبادة الأنبياء مليئة بالمشاق، بينما عبادة الملائكة خالية منها. ويرى أَيْضًا في مسألة النبوة خلافا لهم، أن إثباتها لا يستقيم مع القول بقدم العالم لأن هذا القول يقدح في ألوهية الإله، ومن فعل ذلك فلا سبيل له إلى الإقرار بالنبوة أصلا، ناهيك عن جعلها من فروع العلم الإلهي.[117]

وإذا كان يعتقد البعض أنه يهاجم الفلاسفة بقوة، فهو لا يفعل ذلك إلا بعد أن يبين آراءهم ويشرح أدلتهم فيها، وقد يصنفها إلى أصناف قبل أن يرد عليها، مثلما فعل مع قولهم بقدم الأجسام لأنه لاحظ أنه لم يكن رأيهم على وجه واحد، بل هم فريقان:
الفريق الأول: هو الذي يرى أن الأجسام كانت في الأزل متحركة، وينقسم إلى طائفتين، واحدة تقول بقدم العالم بمادته وصورته وبأزلية الحركة وأبديتها، والطائفة الثانية تقول بأن العالم يتكون من أجزاء غير متحركة، ولذلك فإن حركاتها مضطربة من الأزل إلى الأبد. وأما الفريق الثاني: فهو يرى أن العالم قديم المادة ومحدث الصورة، بمعنى أن المادة المكونة للعالم أجزاء صغيرة، كانت ساكنة في الأزل ثم ركب الله تعالى منها العالم. وقد رد على الفريق الأول بامتناع الحركة الأزلية، وعلى الفريق الثاني بأنه اشتغل بإبطال هذا المذهب.
أما إثباتهم لأزلية العالم، فقد أثبتوا أولا أبدية العالم، أي أنه لو لم يكن أبديا لصح عليه العدم بعد أن كان موجودا، وبما أن ذلك محال فهو من هذه الجهة غير قابل للعدم، وذلك يوجب كونه أزليا. هذا ولما كان يقول بأن الأجسام محدثة فإنه يخالفهم في كونها أزلية سواء كانت ساكنة أو متحركة، فالقسمان عنده باطلان. وأما أن الجسم يمتنع أن يكون متحركا، فلأن ماهية الحركة هي الانتقال من حالة إلى حالة، وهذا يقتضي أن تكون مسبوقة بالغير، بينما الأزلية تقتضي عدم المسبوقية بالغير، وتنافي الجمع بين القولين. وأما امتناع كون الجسم ساكنا في الأزل، فلأن السكون لو كان أزليا لامتنع زواله، ولما ثبت أن الأجسام ليست ممتنعة الزوال، ومن أنها ليست ساكنة منذ الأزل، وأن السكون مثل الأجسام جائز الزوال باعتبار أن الأجسام تماثله وأن خروجها عن حيزها جائز.
وترجع محاولة الفلاسفة لإثبات أبدية العالم إلى قولهم بدوام جميع الموجودات بدوام الباري تعالى، وهو دوام يوجب نفي حصول التغير في العالم، وقد قالوا به لأنه فاتهم أن المشاهدة تثبت حصول التغير وتبطل قولهم. هكذا فالعالم ليس قديما عند الرازي. وقد رد أَيْضًا على شبهة الفلاسفة في قولهم بأن ذات الله تعالى إما أن تكون متقدمة على وجود العالم أو لا. فإذا كانت متقدمة فإن تقدمها إما أن يكون متناهيا أو غير متناه، فإن كان متناهيا فيلزم حدوث الباري تعالى وهو محال، وإن لم يكن متناهيا، فذلك دليل على أن زمان تقدمها قديم. وإن افترضنا عدم تقدمها، فيلزم إما حدوث الباري تعالى وهو محال، وإما إثبات قدم العالم وهو المطلوب عندهم.
وهكذا يكون الرازي رافضا للتقدم بالزمان لأن الزمان الماضي متقدم على الزمان المستقبل، ويرى أن هذا التقدم لا يكون بالزمان وإلا حصل الزمان في زمان آخر وهو محال، وبه يبطل قولهم أن ذات الباري تعالى متقدمة على العالم بالزمان. ويقول: واعلم أن البحث المهم في هذا الموضع بيان أنه هل يعقل أن يكون للشيء الواحد خروج من القوة إلى الفعل على التدريج فإن هذا متفق عليه بين الحكماء ولي فيه شك. فخروج الشيء من القوة إلى الفعل باعتبار الزمان، وكذلك باعتبار الحركة والدفعة وعلاقتهما بالزمان غير ثابت لديه، وهذا الذي يفسر لنا مخالفته لأرسطو (ت 322 ق م)، خاصة في مفهوم الحركة وخروج الشيء من القوة إلى الفعل، كما يختلف معه في مسألة الزمان لأن التسليم بأن الأشياء تخرج من القوة إلى الفعل على التدريج قد يؤدي إلى القول بالتولد الذاتي للأشياء ونفي الفاعل المختار، وهو ما لا يقول به الرازي أصلا ويحاول دائما بيان بطلانه. ويرفض أن يقال الأجسام ثقيلة أو خفيفة لأن كل ما هو في موضعه الطبيعي لا يمكن الخروج عنه، وبما أن الأجسام في موضعها الطبيعي فلا نستطيع القول أنها ثقيلة أو خفيفة، ولا هي موجودة بالقوة أو بالفعل.
هذا ويرى أَيْضًا أن قول الفلاسفة بأن تأثير المؤثر إنما يكون في وجود الأثر لا في ماهيته، فهو باطل. لأن الوجود له ماهية عنده، وإلا امتنع أن يكون له تأثير في الماهية. ويرد عليهم أَيْضًا ما يخالف عندهم أصول العقيدة، كمبدأ الواحد لا يصدر عنه إلى الواحد، وبالفعل فهو يرد عليهم في هذا المبدأ لأن الكثرة تصدر عن العقل الفعال المدبر للعالم، ولأن الفلك الواحد فيه موجودات كثيرة كالهيولى والصورة الجسمية والصورة النوعية، فعلمنا أن هذا المبدأ باطل لا شك فيه. وقد أورد عليهم إشكالات على هذا المبدأ في كتاب المباحث المشرقية وأطال في بسطها ثم انتهى إلى القول بأن جملة ما يلزم عنه لا يمكن التمسك به، لأنه عبارة عن خرافات ومن أراد التأكد من ذلك والوصول إلى الحق فعليه أن يحكم عقله بين الكلامين. أي كلامه هو وكلام الفلاسفة. ويرد على قولهم بامتناع إعادة الأبدان لأن حججهم في هذه المسألة ضعيفة وهي مبنية على أصول واهية. ويرد عليهم أَيْضًا في مسألة إنكارهم لعلم الله تعالى بالجزئيات.
- القسم الثاني: وأما ردوده على كل فيلسوف على حدة، فمنهم طاليس الذي يقول عنه أنه جعل النفس جسما، وأرجعها إلى عنصر الماء، وديوجين الذي يتفق معه في كون النفس جسما، ولكنه يختلف معه في كونها ماء لأنها هواء. ومنهم أنباذوقليس الذي زعم أن الأجسام الأسطقسية تكونت بالاتفاق، وله في ذلك أربع حجج:

1. منها أن الطبيعة تفتقر إلى الروية ولذلك فهي لا تفعل لأجل غرض.
2. ومنها إذا تأملنا نظام الذبول فأننا نجده لا يتوجه إلى تحقيق غرض معين، لأنه يحصل بسبب ضرورة المادة، والحق أن نظام الطبيعة يؤدي أشياء كثيرة دون قصد، كالزوائد والتشوهات والموت.
3. ومنها لو افترضنا أن الطبيعة تفعل لغرض فإن غرضها إما أن يكون لغرض آخر وعندئذ يلزم التسلسل، وإما أن لا يكون لغرض آخر، فيكون فعلها لا لغرض أصلا.
4. ومنها أن الطبيعة الواحدة تفعل أفعالا مختلفة، لذلك فهي لا تفعل لغرض.[131]

ولقد أجابه الرازي بأن الاتفاق يمكن حصوله في الأمور الطبيعية بالقياس إلى أفرادها ثم بين بطلان تلك الحجج بإسهاب، بما يأتي:
- أولا: إن انعدام الروية في الطبيعة لا يجعل الفعل خاليا من الغاية لأن الروية نفسها قد لا تجعل الفعل ذا غاية، بل قد تؤدي إلى تمييز الفعل عن غيره وتعين على وقوعه، ومن هنا فإنه يمكن أن تتكون الغاية المخصوصة لكل فعل وأن يحصل الفعل دون روية كصور أفعال الملكات عن النفس وهي لا تحتاج إلى روية.
- ثانيا: والملاحظ على فساد الكائنات، أنه يحدث لعدم بلوغ كمالاتها أو لحصول زيادات خارجة عن مجراها الطبيعي، فالموت والذبول يحدثان بسبب قصور الطبيعة عن بلوغ الغاية المقصودة، ومع هذا فنظام الذبول يؤدي فعلا طبيعيا من أجل غاية معينة والموت مثله. وعلى الرغم من أن الغاية منه ليست نافعة بالنسبة للشخص فهي تحقق غاية بالنسبة للنظام الكلي.
- ثالثا: ولا يلزم أن تكون لكل غاية غاية، لأن الغاية الحقيقية مقصودة لذاتها، وأما سائر الأشياء فتقصدها.
- رابعا: والغاية الذاتية من بعد هذا واحدة، وأما اختلاف الأفعال فيرجع إلى اللوازم الخارجية لأن الوصول إلى تلك الغاية يكون بوسائط كثيرة ومختلفة، وهي الأفعال المختلفة مما يثبت أن الطبيعة تفعل لغرض.[132]

ومنهم ديمقريطس والذي يرى أن العالم تكوّن بالاتفاق لأن مبادئه الأساسية ما هي إلا عناصر أو أجرام صغيرة، وهي غير متناهية ودائمة الحركة فاتفق أن تصادمت واجتمعت على هيئة كان عنها هذا العالم، ولقد أجابه الرازي على هذا الزعم بأمور ثلاثة:
- الأول: إن الاتفاق غاية عرضية لأمر طبيعي أو إرادي أو قسري، وإذا كان القسر لا يستند إلى قسر آخر إلى ما لا نهاية، فلابد أن ينتهي إلى الإرادة أو الطبيعة، وبما أن الإرادة والطبيعة أقدم من الاتفاق فالسبب الأول للعالم هو الإرادة أو الطبيعة.
- الثاني: إذا كانت تلك الأجرام الصغيرة متشاكلة الطبائع فإن حركتها تكون إلى جهة واحدة ولا تقع بينها لذلك مصادمة، فإذا افترضنا أن التصادم حاصل كان لزاما على العالم أن لا يبقى لهذه المدة، لأن بقاءه على هذا الحال يدل على بطلان هذا الزعم.
- الثالث: لقد قال ديمقريطس بعكس ما يجب أن يقوله لأنه جعل الأمر الدائم الذي يخضع لنظام واحد اتفاقيا، وجعل الأمور المتغيرة كأحوال النبات والحيوان غايات معينة، بينما العكس أولى.[133]

ومنهم إقليدس ويتعلق رده عليه ببعض النظريات الرياضية، كاشتغاله في المقالة الخامسة بإقامة البرهان على إثبات أن نسبة المقدارين المتساويين إلى مقدار ثابت متساوية، إن هذا الاشتغال في نظر الرازي ليس في محله لأن العلم بصحة هذه المسألة علم ضروري.
ومنهم أفلاطون وأرسطو اللذان يتربعان على عرش الفلسفة اليونانية ويحتلان قمة هرمها، وقد رأينا أن الرازي يأخذ برأي أفلاطون في الزمان ليعارض به رأي أرسطو، وأنه في مسألة المكان يعارض أفلاطون وينتصر لأرسطو الذي لا يعتبر المكان بعدا قائما بنفسه، فالبعد المسمى بالفضاء في نظره هو إما أن يكون حالا في مادة أو لا يكون حالا في مادة، وبما أن القسمين باطلان، فالقول بأن المكان هو البعد باطل.
وأما ردوده على أرسطو فكثيرة جدا، ويرجع السبب في ذلك إلى عوامل منها:
1. إن مكانة أرسطو المرموقة بين الفلاسفة جعلت الرازي يعتقد أن الرد عليه ينسحب عليهم جميعا.
2. ومنها أن الرازي رأى الفلاسفة بعد أرسطو يعتقدون في كتبه اعتقادات عظيمة، ومنهم ابن سينا فحاول ضرب الرأس المدبر وبذل جهودا مضنية في سبيل إبطال تلك الكتب.
3. ومنها أنه لما كان إقبال الرازي على الفلسفة من أجل معرفة ما في كتب الفلاسفة للرد عليهم فليس من أجل ذاتها، وقد صرح في مناسبات كثيرة أنه صرف شطرا من عمره في سبيل معرفة كتب الفلاسفة لذلك سعى للرد عليهم بمصنفات كثيرة، ككتاب نهاية العقول، وكتاب المباحث المشرقية، وكتاب الملخص، وكتاب شرح الإشارات لابن سينا، وغيرها.[136]

وقد صرح في وصيته بأنه اختبر المناهج الكلامية وغيرها ولم يحصل منها على طائل ولا جدوى، إلا في طريقة القرآن. وبما أن مسألة الرد على أرسطو جاءت في كتبه المطولة فإن حصرها وتناولها يطول به المقام، نذكر منها بعض الشواهد، وهي كالتالي:
- إن أرسطو لما كان يعارض المثل الأفلاطونية ويحاول إبطالها بدعوى أن المجرد إما أن يكون بعينه مشتركا بين هذه الأشخاص أو لا يكون، رد عليه الرازي بأن الأول محال والثاني كذلك، وهو في هذه المسألة يناصر أفلاطون لأنه لابد في كل طبيعة نوعية من شخص باق أزلي وأبدي، وأما قول أرسطو بأن أفراد الطبيعة الواحدة مشتركة في الاستغناء عن القابل أو الحاجة إليه فهو منقوض بالوجود بل بالأجناس والأنواع.[138]
- ومن مزاعم أرسطو أن الأمور المتخالفة بالنوع سواء كانت قريبة أو بعيدة لا تستقل بها قوة واحدة كالإدراك والتحريك وغيرها، ويلزم عن ذلك أن القوى بسائط والبسيط لا يصدر عنه بالذات إلا فعل واحد.

والذي يراه الرازي هو عدم التسليم بأن الواحد لا يصدر عنه أكثر من الواحد لأن القوة الواحدة يجوز أن تكون مبدأ للأفعال المتضادة بحسب الشرائط المختلفة كالطبيعة، ويعني هذا أنه يجوز أن تكون القوة الفاعلة للأفعال النباتية والحيوانية واحدة، طالما أن الفعل يتعدد بتعدد الآلات.
- وهو يتفق معه أَيْضًا في مسألة خروج الشيء من القوة إلى الفعل، لأن الموجود يستحيل عليه أن يكون بالقوة من كل وجه، وإلا كان وجوده نفسه بالقوة فيصير ما بالقوة أيضا بالقوة، وعندئذ تكون القوة حاصلة وغير حاصلة في الآن نفسه وذلك محال. وإذا كانت حاصلة بالفعل فإن حصولها لذي قوة، ويكون الشيء الحاصل بالفعل إما من كل وجه أو من بعض الوجوه كما أن الموجود بالقوة فإما أن يكون خروجه إلى الفعل دفعة واحدة أو لا يكون دفعة واحدة، فالأول يسمى بالكون والثاني بالحركة.[140]

ولما كان خروج الشيء من القوة إلى الفعل باعتبار الزمان، والزمان يقدر بالحركة والدفعة فمن المعلوم أن الرازي يعارض تماما أرسطو في هذه المسألة، لأننا إذا سلمنا بخروج الشيء من القوة إلى الفعل على التدريج فإنه يجب علينا القول بالتولد الذاتي للأشياء ويلزم عنه أَيْضًا القول بنفي الفاعل المختار، وهو ما يحاول أن لا يقول به.
- ويرد عليه أَيْضًا في مسألة التحيز والحجمية بإبطال إثبات الهيولى، فيقول: «والمختار عندي: أن القول بإثبات الهيولى - بهذا التفسير - باطل، فيجب علينا أن نذكر دلائل المثبتين للهيولى أولا، ثم نعترض عليها ثانيا، ثم نقيم الدلائل اليقينية على القول بامتناعها ثالثا.»[141]

والذي نلاحظ على هذه الردود هو أن الرازي كان يستعمل فيها الطريقة العلمية، فيتعرف الفكرة وحجج القائلين بها أولا، ثم ينقدها وأخيرا ينتهي إلى ما يريد إثباته أو نفيه، وهي تدل على استيعابه لمقالات الفلاسفة وعلى قدرة كبيرة ساعدته على تطوير التفكير الفلسفي بنقده وآرائه المتميزة.
- لم يكن رده على أرسطو في المسائل الطبيعية والميتافيزيقية فحسب، بل رد عليه أَيْضًا في أهم علم لديه وهو المنطق، فلقد ضعف ما قيل في الفرق بين الأوليات والوهميات، لأن ذلك ينفع أولا لو كان علمنا بصحة الأوليات لأجل سلامتها حاصلا. وينفع ثانيا بشرط الإحاطة بجميع القضايا التي لا نهاية لها وبما أن هذا متعذر فلا يجوز القدح في القضايا التي تسمى الأوليات وأن لا يوثق بها على سبيل الإطلاق، وبما أنها مساوية للمقدمات الوهمية في القوة فإن قدح كل واحدة منها في الأخرى لا يجعل إحداهما أولى من الأخرى، ويعني هذا أن الوهميات ليست أضعف من الأوليات لأنها لو كانت كذلك لما كنا في حاجة إلى التمييز بينهما. فالرازي يرفض التفاوت في العلوم اليقينية لهذا السبب، ولأن حصول الاحتمال ولو على أبعد الوجوه يفقد اليقين يقينيته وعدم حصوله لا يترتب عليه عدم حصول التفاوت.[142] هذا هو ما أجاب به الرازي عن الفرق بين الأوليات والوهميات وبينها وبين المشهورات، ولقد اعتمد فيه على جملة إشكالات السوفسطائية.
- ولما كان أنصار أرسطو لا يرون تفاوتا في التقديم والتأخير في مقدمات القياس، لأن ذلك لا يؤثر في الأمور العقلية، بيّن لهم الرازي أن الكبرى أقوى المقدمتين في اقتضاء الإنتاج ولهذا فإن تقديمها أهم وأوجب حتى ولو كان اندراج الحد الأصغر تحت الأوسط أمرا سهلا، ويعني هذا أن التقديم والتأخير يغير من الأمر شيئا.[143] والمراد بأنصار أرسطو الفلاسفة المسلمين الذين يقدمون المقدمة الصغرى على الكبرى لتسهيل عميلة تداخل الحدود الثلاثة في نظام القياس الحملي، حسبما يقال: فإنه لا يمكن هدم المنطق إلا بمنطق، والفلسفة إلا بفلسفة.
- وأما رده على قالينوس فأكثره يتعلق بمسألة هل الدماغ معدن الإدراك والفهم أم القلب؟ والجدير بالذكر في البداية أن الرازي يعود إلى مناصرة أرسطو في هذه المسألة، لأنه كان على حق والحق أحق أن يتبع، فمصدر الإدراك والفهم هو القلب، لما تبين عنده من أن القلب هو منبت الأعصاب، ومن أن الأعصاب هي آلة الإداراك والدليل عليه أن الحركة الإرادية لا تكون إلا بآلة صلبة قوية، ولما كان الدماغ غير متوفر على الصلابة المطلوبة، وكنا نجدها في القلب لأن لحمه شديد القوة، فيه عضلات كثيرة وهو أصلب لحم في جسم الإنسان.[144]

#### ردوده على المشائية الإسلامية
تعتبر ردود الرازي على المشائين الإسلاميين شاملة لأنه لم يستثن واحدا منهم، لا الفارابي (ت 393 هـ)، ولا ابن سينا (ت 428 هـ)، ولا أبا البركات البغدادي (ت 555 هـ). مثلا رأيهم في ماهية الزمان: يرى الأول والثاني حسب الرازي أن الزمان مقدار حركة الفلك الأعظم، وأما الثالث فيرى أنه مقدار امتداد الوجود. والرازي قد عارض أرسطو في مسائل كثيرة منها مسألة الزمان، أي يرفض تفسيره بالحركات لأنه غني عن كل الحركات، ودليله هو أن مقدار الحركة في الحقيقة هو عبارة عن مقدار امتداد الحركة، وأن امتداد الحركة لا وجود له في الأعيان، فلو كان الزمان مقدارا للحركة لكان صفة من صفات الحركة، وبما أن كل صفة تحتاج إلى الموصوف بها فالزمان يحتاج إلى الحركة هو باطل والعكس هو الصحيح، أي أن الحركة هي التي تحتاج إلى الزمان. ويظهر بطلان ما ذهب إليه الفلاسفة في الزمان بدليل آخر، وهو لو كان الزمان مقدارا للحركة لكنا متى فرضنا عدم الحركة وجب فرض عدم وجود الزمان، وبما أن التالي باطل فالمقدم مثله.
ولقد أولى الرازي اهتماما كبيرا بفلسفة محمد بن زكريا الرازي (ت 313 هـ)، الذي لم ينج من النقد اللاذع بسبب ما كان يصرح به من أفكار لا تتفق مع المنطق السليم، كإحيائه لمذهب يُرجع سبب حدوث العالم إلى عشق النفس على الهيولى. ولقد عقد الرازي العزم على رد هذا المذهب فحدد في البداية الطريقة التي سيتبعها وهي طريقة الاستقصاء، وبالفعل فقد عرض المذهب بمقدماته ثم انتقل إلى سؤالات وجوابات ليتضح المقصود، وفي النهاية انتهى إلى إبطاله ورأى أن القائلين بأن إله العالم موجب بالذات ينكرون هذا المذهب، وأما الذين يقولون بالفاعل المختار أي بأن أفعال الإله يجب ألَّا تكون واقعة على وفق مصالح الإنسان، فهؤلاء لا يلتفتون إلى هذا المذهب أصلا وحجتهم في ذلك أن الإله رحيم كريم لا يفعل فعلا مؤلما وضارا.
ولقد كان الرازي يتهم المشائين الإسلاميين بعدم الإخلاص للأرسطية لأنهم يأتون بكلام مبهم كأبي البركات الذي قال إن الزمان عبارة عن مقدار الوجود، وإذا كان المراد بذلك هو مقدار امتداد الوجود فهو باطل، لأن امتداد الوجود عبارة عن بقاء الشيء ودوامه، وبقاء كل شيء ودوامه صفة قائمة به، كما أن بقاء الشيء ودوامه غير بقاء ودوام الآخر، وبما أن التسليم بهذا يفضي إلى القول باجتماع الأزمنة الكثيرة دفعة واحدة وهو محال فيكون قول أبي البركات باطلا.
وأما رده على ابن سينا فإنه يتميز بالصرامة وما قيل عن تأثره به بسبب ترديده لهذا الاسم الكبير في مصنفاته ولاهتمامه بالكتب التي شرحها له ككتاب الإشارات والتنبيهات، وعيون الحكمة، والقانون في الطب فهو أمر غير قائم على أساس صحيح. لكن ترديده لأقوال ابن سينا ليس كله من أجل بسط فلسفته واتباعه، ولكن من أجل مناقشة آرائه والرد عليها فالمنهجية تقضي عرض الآراء وحججها أولا ثم مناقشتها ثانيا ثم البت في صحتها أو فسادها ثالثا، وهذا مشاهد في معظم المواقع التي يذكره فيها. ولقد كان الرازي يرد على المشائية الإسلامية في أكثر المسائل الفلسفية الكبرى حيث لم يترك لها متنفسا، فهو يراقبها عن كثب ويحاول دائما قلعها من جذورها حتى لا يبقى لها منبت يمكن أن ترجع منه، لذلك فإنه لم يكتب لها المزيد من الانتشار بعد الرازي إلا بمقدار ما كانت منتشرة به أو أقل من ذلك.
والرازي يرفض أدلة الفلاسفة في أكثر المطالب التي يحاولون إثباتها، ويصفها بأوهن من بيت العنكبوت لأن العقول البشرية ضعيفة والعلوم التي يبتكرها الإنسان محدودة، وأما الحق كل الحق فهو ما جاء في القرآن. ويستدل بقوله تعالى: ﴿ويسألونك عن الروح قل الروح من أمر ربي وما أوتيتم من العلم إلا قليلا﴾ سورة الإسراء:85 وهذا الذي جعله ينتقد المشائية الإسلامية نقدا شديدا لأنها بعيدة في نظره عن الحق الذي هو موجود في القرآن.

#### ردوده على الفكر الشرقي القديم
الإمام الرازي كان متهما بتطرقه إلى الفكر الشرقي القديم أي بذكره وعنايته بالحكماء القدماء في شتى الحضارات، وإعجابه ببعض حكمتهم وتأليفه في علومهم مثل علم الفلك وما يتفرع منه من مباحث التنجيم والسحر. والجواب على ذلك بوجوه:
- الوجه الأول: لقد استدل خصومه على تلك الشبهات ببعض مصنفاته ككتاب المباحث المشرقية وتعني عندهم كلمة مشرقية التراث الشرقي القديم، وكتاب السر المكتوم، وكتاب الاختيارات العلائية، أنهما في مسائل التنجيم والسحر، والجواب على ذلك بأمرين:

الأول: ليس غرضه من ذكر حكمة وعلوم أهل الشرق القديم التمسك بها، والسير على هداها ولقد كان من واجب هؤلاء الخصوم قبل الطعن في تلك المؤلفات أن يتحروا الغرض منها وأن يذكروا ما جاء في القرآن من ذكر لفرعون وقارون وغيرهما من الطغاة والمفسدين والضالين، وأن يتأملوا كيف ذكروا لأن العبرة ليس في مجرد الذكر بل بالغرض منه، وقياسا على ذلك فإن تناول الرازي للفكر الشرقي القديم ينبغي البحث عن غرضه، ولما كان غرضه ليس التشهير به أو نشره أو الدعوة للتمسك به واعتناقه، فغرضه الحقيقي لم يكن إلا للبحث فيه ومعرفته للرد عليه.
الثاني: إن المؤلفات التي اتهم بها تعتبر قطرة في بحر بالنسبة لمؤلفاته الكثيرة في العقل والدين وفي الرد على جميع أصناف الإلحاد ومناصرة لعقيدة التوحيد ومدافعة عنها.
- الوجه الثاني: والدليل على أن مراده من التأليف في فنون الحضارات الشرقية القديمة هو الرد والتمييز بين الحق والباطل، فبيان ذلك من المنهج العلمي الذي يتبعه، هو أن أهل العقائد غير الإسلامية يزعمون أنهم يتمسكون بالدلائل العقلية وأنه لا يستطيع أي عالم أن يبطل عقائدهم إلا ببحث مسائلهم ومناقشتهم فيها بطريقة العقل، ولقد تمكن الرازي من النيل منهم باتباعه لهذه الطريقة العلمية لأنها جعلته يرد عليهم عن بصيرة وليس عن جهل، فتأليفه في سائر العلوم والفنون المعرفية يدل على انفتاحه على جميع الحضارات والثقافات، وهي مهما كانت منحرفة، فمع ذلك تحمل في طياتها شيئا ما يمكن الانتفاع به معرفيا، وهو أن نتعرف على الأقل على فسادها لنتجنبه. وأما سبب انطلاقه في بحث المسائل والعلوم من الماضي البعيد فيرجع إلى مبدأ اقتنع به، وهو أن أصول المذاهب والعلوم تنبني على النقل عن السلف.[150]

وهناك مبدأ آخر، وهو أن دفع الشر أهم من جلب الخير، لأن دفع الشر يقتضي إبقاء الأصل الذي هو أهم من تحصيل الزائد، ولأن إيصال الخير إلى جميع الناس غير ممكن، بينما دفع الشر عنهم ممكن، وهذا يعني أن عدم دفع الشر شر، وأما عدم إيصال الخير فيحتمل أن لا يترتب شيء عليه وأن يبقى الناس على السلامة. ولعل هذا المبدأ هو الذي كان دافعا له لكي يخوض في الفكر الشرقي القديم من أجل دفع ما فيه من الشر، وبيان فساد معتقداتهم فيه، لا سيما وأن فرقا كثيرة كالمانوية والمزدكية وغيرهما تنتسب إلى الإسلام بوجه أو بآخر، وهي في الحقيقة ترجع جذورها إلى هذا الفكر، وللرد عليها فلابد من العودة إلى الأصل.
- الوجه الثالث: ويعتبر الرازي في تاريخ الفكر الإسلامي من الأعلام الكبار الذين حاربوا أهل العقائد المخالفة مثل العقائد الشرقية الدخلية أو المتبقية التي تغلغلت في أوساط المسلمين من أجل تضليلهم. ومن الفرق المتطرفة والمنحرفة التي رد عليها فرقة صوفية تعرف باسم المباحية أو الإباحية التي تقوم على دين مزدك وتسمى المزدكية.[152] وكانوا يخالفون الشريعة بحفظهم لطاعات وتلبيسات لا علاقة لها بها.[153]

وفرقة الباطنية التي ابتدعها رجل من الأهواز يقال له عبد الله بن ميمون القداح. وقد ساعده في دعوته أولاد ملوك العجم من المجوس بسبب حقدهم على الإسلام والمسلمين، وبقاء النزعة المجوسية في نفوسهم، ولقد ضلت هذه الدعوة خلقا كثيرا في بلاد العجم وفي بلاد المغرب ومصر لأن أصحاب هذه الدعوة استقروا في هذه البلاد وتأثروا بحركة الحسن بن الصباح. الذي أخذ إجازة الدعوة من مصر ورجع إلى بلاد العجم لنشرها. وقد استمرت فتنته إلى زمان الرازي، وقال عنها إن مثل هذه الدعوة تفسد في الدين أكثر من جميع الكفار لأن أصحابها يزعمون أن العقل إن كان كافيا فليس لأحد أن يعترض على الآخر، وإن لم يكن كافيا فلابد من إمام، والجواب عليه أن عدم الاحتياج إلى العقل يعني عدم تمييزهم بين المحق والمبطل، وأما أن الإمام محتاج إليه فأين ذلك الإمام ومن هو؟ مما يدل على أن رأيهم في الإمامة في غاية الجهل.
وفرقة القرامطة أو القرمطية التي تنسب إلى حمدان القرمطي (ت 294 هـ) وهو رجل غير معروف، دعاه أحد دعاة الباطنية إلى معتقدهم فقبل الدعوة ثم صار يدعو الناس إليها، وقد أضل خلقا كثيرا. وكذلك المقنعية أتباع المقنع الخراساني (ت 163 هـ) وهو من أصحاب أبي مسلم الخراساني (ت 137 هـ) الذي ادعى النبوة ثم الألوهية من طريق التناسخ، واجتمع عليه خلق كثير وأضلهم ضلالا كبيرا. ولا شك أن مثل هذه الفرق لقيت من يبين للناس فسادها كالرازي الذي بذل جهودا معتبرة في إنقاذ الناس من ضلالاتها، لقد كان كلما تطرق إليها لا يترك أراءها تمر دون فحصها ونقدها، ويظهر ذلك بوضوح في مناظراته ومن خلال مصنفاته.
- الوجه الرابع: لو كان له شيء من الانحراف عن الشريعة في مصنفاته وحياته لما أقدم على الطعن في هذه الفرق وغيرها، ولما عرف العام والخاص من الناس أنه لم يدخل أحد مثله في معارك طاحنة مع الفرق الضالة سواء الخارجة عن الإسلام صراحة أو التي تتظاهر بذلك. ولهذا فإنه مهما طعن فيه خصومه وحساده فإنهم لم يستطيعوا النيل منه لأن نيته حسنة في الإقدام على تناول الفكر الشرقي القديم، فهو مفكر منهجي يعمل بمقتضى الشريعة قدر المستطاع. وقد كان يرى أن الخطر كل الخطر على الدين يأتي من طريق مذهب المشبهة الذي هو رأس الكفر، ويعني هذا أن كل مذهب يقول بأن الله تعالى جسم هو مذهب ضال منحرف.[158] وإذا كانت بعض الفرق الإسلامية ضالة عنده بسبب القول بالتشبيه والتجسيم كفرقة الكرامية، فكيف بفرق قائمة على معتقدات الشرق القديم كالمزدكية، والزرادشتية،[159] والمانوية،[160] والصبائية،[161] وغيرها.

ولقد كانت المجوسية تقدح في النبوة وتقول أن الشرائع تشتمل على أمور باطلة، وقولهم بوجود إلهين متحاربين، واحد منهما هو إله الخير يستعين بجند الملائكة، وآخر هو إله الشر يستعين بجند الشياطين، وهذا طبعا باطل عند الرازي. وأما رده على تنكلوشا البابلي فيتعلق ببعض قضايا الفلك، كاقتران بعض الكواكب مع القمر، وكأثر ذلك على أحوال البشر وهي قضايا لا يوافقه عليها، ويقول عنها: «هذا فيه نظر لأنه في هذه الحالة يكون في المحاق، وهو لا يصلح لعمل.» وهذا يدل منه على أنه لو لم يكن عالما بأحوال الفلك وأسس التنجيم لما استطاع أن ينتبه إلى عدم حصول الاقتران بين كوكب ما والقمر. والحق أنه اشتغل بعلوم الفلك بغرض إبطال السحر وتكذيب أهله الذين يطعنون في النبوة ويفسدون أكثر مما يصلحون، ولا عجب في أن نجد علماء الأصول كإمام الحرمين الجويني (ت 478 هـ)، وحجة الإسلام أبي حامد الغزالي (ت 505 هـ) يهتمون بالنظر في هذا الباب، بينما غرضهم من ذلك هو التمييز بين المعجز والسحر.
ويتفق حذاق علماء الأصول على أن وجود الصانع يثبت بأدلة مختلفة منها الاستدلال بأحوال الفلك، وهو قسم من أقسام الدلائل التي عوّل عليها الرازي في ردوده على العقائد المخالفة في إثبات وجود الصانع. فالعقول عندما تتأمل أجرام الفلك وحركاتها تدرك بالبداهة أنها ليست على العبث والسفه وليست من قبيل الصدفة كما يقول الملحدون، وأنها على ما قاله الله تعالى: ﴿الذين يذكرون الله قياما وقعودا وعلى جنوبهم ويتفكرون في خلق السماوات والأرض ربنا ما خلقت هذا باطلا سبحانك فقنا عذاب النار﴾ سورة آل عمران:191 إن ما يظهر صريحا في الآية وما يثبته العقل السليم ليدل على أن المتأمل في الكون لا يسعه إلا أن يقر بوجود مدبر قاهر يحركه لأسرار وحكم هو مطلع عليها، أما نحن فليس عندنا - حسب الرازي - إلا الإيمان بها على الإجمال.
ومن منافع النجوم أن الله تعالى زين السماء بها، ويحصل بها قدر من الضوء ليلا كما يحصل بها تفاوت في أحوال الفصول، وجعلها تعالى علامات يهتدى بها في ظلمات الليل في البر والبحر، فقال عنها: ﴿وعلامات وبالنجم هم يهتدون﴾ سورة النحل:16 وجعلها أَيْضًا رجوما للشياطين، فقال: ﴿ولقد زينا السماء الدنيا بمصابيح وجعلناها رجوما للشياطين وأعتدنا لهم عذاب السعير﴾ سورة الملك:5 لأن الشياطين يعملون على إخراج الناس من نور الإيمان إلى ظلمات الكفر. وأما من حرّم النظر في علم النجوم فهو مخطئ، ويرفض الرازي هذا الحكم فيقول: إننا لا نسلم أن النظر في علم النجوم حرام مطلقا لأن من نظر فيه ليستدل به على التوحيد فهو قائم بأعظم الطاعات، بالنسبة إليه، ولهذا السبب استحق إبراهيم عليه السلام المدح بالنظر النجوم.
ومن الواضح أن الخوارق على وجهين: فهي إما أن تحدث بدافع الإعجاز، وإما أن تحدث بدافع السحر، وبما أن المعجزة والسحر متشاركتان في التخييل فلابد من التفريق بينهما، وهو المراد عند الرازي بدعوته إلى المعرفة بالسحر، لأن إبطاله من قبل العلماء ممكن طالما عرفوه وتمكنوا منه، وأما المعجز فليس كذلك. ويلزم من هذا أن الخوارق ليست كلها سحرا لأن السحر يحدث عن طريق التأثيرات النفسانية كأن يتوهم شخص أن القمر منشق بواسطة التأثير النفسي بينما القمر في حد ذاته لم يحدث فيه شيء، وأما المعجز فهو خارق يحدث في الحركات الآلية للفلك أو في ذات الأجرام وليس مجرد وهم.
وأما كون السحر حراما أم لا، فيرى أن علم السحر غير قبيح ولا محظور باتفاق المحققين لأن العلم لذاته شريف لعموم قوله تعالى: ﴿قل هل يستوي الذين يعلمون والذين لا يعلمون إنما يتذكر أولو الألباب﴾ سورة الزمر:9 ولأن السحر لو لم يكن يعلم لما أمكن الفرق بينه وبين المعجز، ولما كان العلم بالمعجز واجبا، فكيف يكون حراما، وهكذا فتحصيل العلم بالسحر واجب، وهو حرام على من كان غرضه الفساد والظلم، ومن يقوم به لهذا السبب كافر على الإطلاق، وكذلك من اعتقد بأن الكواكب هي المدبرة للعالم، والخالقة لما فيه من الحوادث والخيرات والشرور. وأما التمييز بين الغرضين فيدل على أن الرازي أقدم على علم الفلك ومنه السحر بغرض التمييز بين المعجز والسحر، وإذ تجتى عليه الخصم أو حسود ورماه بالسحر فقد كذب، لأنه كان ينقب في عجائب الكون من أجل الاستدلال عقلا على وجود الفاعل المختار، والمدبر الجبار الذي لا تأخذه سنة ولا نوم. ومصنفاته تشهد بذلك فهو يتناول مسائل الفلك بما في ذلك من التنجيم والسحر
بطريقة معرفية محضة وللغرض الشريف.

### المنطق والجدل
كان الرازي أول من نظر إلى المنطق باعتباره فناً قائماً بذاته، فيقول ابن خلدون في تاريخه: «ثمّ تكلّموا فيما وضعوه من ذلك كلاما مستبحرا ونظروا فيه-يعني المنطق- من حيث إنّه فنّ برأسه لا من حيث إنّه آلة للعلوم فطال الكلام فيه واتّسع. وأوّل من فعل ذلك الإمام فخر الدّين بن الخطيب ومن بعده أفضل الدّين الخونجيّ». أما الجدل فمع أنه يعتبر جزءاً من المنطق -فإننا نجد الرازي قد ميزه عنه وأفرده بالتأليف ووضع فيه كتباً خاصة اعتبرت زبدة هذا الفن وأهم المراجع فيه.

### العلوم الرياضية والطبيعية
اهتم الرازي بهذا النوع من العلوم اهتماماً بالغاً واعتبر تعلمها بكل أنواعها من التكاليف الشرعية لأنها مما لا يتم الواجب المطلق إلا به ومعرفة المسائل الهندسية بصورة خاصة يعتبرها فرض عين لأن كل مكلف مأمور باستقبال القبلة والغائب عن القبلة لا سبيل له إلى تحصيل اليقين بجهة القبلة إلا بالدلائل الهندسية فليزم من هذا أن يكون تعلم الدلائل الهندسية فرض عين على كل أحد، ثم يقول «ولكن الفقهاء قالوا: إن تعلمها غير واجب بل ربما قالوا إن تعلمها مكروه أو محرم ولا أدري ما عذرهم في هذا؟»، وقد كتب مؤلفاً خاصاً في «الهندسة» إضافة إلى ما بثه من المسائل الهندسية في كتبه.
أما في الفلك فقد ألف "رسالة في علم الهيئة وأَوْرَد الكثير من المسائل الفلكية في تفسيره لأنه كان كثير الاعتماد عليها في إثبات وجود الله تعالى كما أنه كثيراً ما يركن إليها في الرد على أقوال الفلاسفة وتفنيدها.
أما في العلوم الطبيعية فله أثر ظاهر بنبئك عنه الكثير مما كتبه في التفسير وآراؤه التي أوردها في كتبه الفلسفية مثل «المباحث الشرقية» و «الملخص»، كما يعتقد البعض أن الرازي قد شارك بعض من علماء الحضارة الإسلامية كابن سينا وثابت بن قرة وابن ملكا البغدادي في اكتشاف قوانين الحركة قبل نيوتن،
يقول الرازي في كتابه «المباحث المشرقية في علم الإلهيات والطبيعيات» «تجدد مراتب السرعة والبطوء بحسب تجدد مراتب المعاوقات «الخارجية والداخلية كان كل زمان يحصل للحركة فانما يحصل بسبب مقارنة امور غريبة وهى تلك المعاوقات الداخلية والخارجية فلا تكون الحركة مستحقة في نفسها للزمان وذلك محال فاذا للسرعة والبطوء في طرفي الاشتداد والتنقص طرفان محدودان..». ويقول أيضاً «فاذا الجسمان لو اختلفا في قبول الحركة لم يكن ذلك الاختلاف بسبب المتحرك بل بسبب اختلاف حال القوة المحركة فان القوة في الجسم الاكبر أكثر مما في الاصغر الذي هو جزؤه لان ما في الاصغر فهو في الاكبر موجود مع زيادة واما القوة القسرية فانها يختلف تحريكها للجسم العظيم و الصغير لا لاختلاف المحرك بل لاختلاف حال المتحرك فان المعاوق في الكبير أكثر منه في الصغير..». ويقول أيضاً «الحلقة التي يجذبها جاذبان متساويان حتى وقفت في الوسط لا شك ان كل واحد منهما فعل فيها فعلا معوقا بفعل الآخر، ثم لا شك ان الذي فعله كل واحد منهما لو خلى عن المعارض لاقتضى انجذاب الحلقة إلى جانبه فثبت وجود شي ء لو خلى عن المعاوق لاقتضى الدفع إلى جهة مخصوصة..»، وهذا ما يعتبره البعض شرحاً لقانون نيوتن الأول، والثاني، والثالث على التوالَى.

## عقيدته
الرازي أشعري العقيدة، وقد رد على من يطعن في عقيدته ويتهمه بمخالفته لمنهج أهل السنة والجماعة في خاتمة كتابه «اعتقادات فرق المسلمين والمشركين» بعد سرده لأسماء بعض كتبه التي قضى عمره في تصنيفها، يقول: «وهذه الكتب بأسرها تتضمن شرح أصول الدين وإبطال شبهات الفلاسفة وسائر المخالفين، وقد اعترف الموافقون والمخالفون أنه لم يصنف أحد من المتقدمين والمتأخرين مثل هذه المصنفات، وأما المصنفات الأخر التي صنفناها في علم آخر فلم نذكرها هنا، ومع هذا فإن الأعداء والحساد لا يزالون يطعنون فينا وفي ديننا، مع ما بذلنا من الجد والإجتهاد في نصرة اعتقاد أهل السنة والجماعة، ويعتقدون أني لست على مذهب أهل السنة والجماعة، وقد علم العالمون أنه ليس مذهبي ولا مذهب أسلافي إلا مذهب أهل السنة والجماعة، ولم تزل تلامذتي ولا تلامذة والدي في سائر أطراف العالم يدعون الخلق إلى الدين الحق، والمذهب الحق، وقد أبطلوا جميع البدع. وليس العجب من طعن هؤلاء الأضداد الحساد، بل العجب من الأصحاب والأحباب كيف قعدوا عن نصري والرد على أعدائي؟! ومن المعلوم أنه لا يتيسر شيء من الأمور إلا بالمعاونه والمساعدة ولو أمكن ذلك من غير مساعدة لما كان كليم الله موسى بن عمران مع حججه الباهرة وبراهينه القاهرة يقول مخاطبا للرب سبحانه وتعالى: ﴿فَأَرْسِلْهُ مَعِيَ رِدْءًا يُصَدِّقُنِي﴾ يسر الله لنا ولكم التوفيق إلى الخيرات وصاننا عما يكون في الدنيا والعقبى سببا لاستحقاق العقوبات بمنه ولطفه والسلام.»

## مؤلفاته

تفسير مفاتيح الغيب أو التفسير الكبير، الذي انتقده ابن تيمية قائلاً: فرد عليه تقي الدين السبكي بقوله:

كتاب تأسيس التقديس أو أساس التقديس/ تأليف شيخ المعقول والمنقول الإمام فخر الدين الرازي الذي انتقده ابن تيمية في كتابه بيان تلبيس الجهمية؛ ومعه رسالة في نفي الجهة للإمام شهاب الدين بن جهبل (ت. 733هـ) في الرد على ابن تيمية.

له كتب ومؤلفات كثيرة جداً في جميع علوم عصره، شملت فنون التفسير، والفقه، وأصوله، وعلم الكلام والفلسفة، والبلاغة، وغيرها، وقد ذكر ابن كثير في البداية والنهاية انها تصل لحوالي مائتي كتاب، منها:
1. التفسير الكبير أو مفاتيح الغيب.
2. التفسير الصغير، أسرار التنزيل وأنوار التأويل.
3. تأسيس التقديس (أساس التقديس في علم الكلام)، مجلد، ألفه للسلطان الملك العادل أبي بكر بن أيوب، فبعث له عنه ألف دينار.
4. المطالب العالية من العلم الإلهي، في ثلاثة مجلدات، ولم يتمه، وهو من آخر تصانيفه.
5. محصل أفكار المتقدمين والمتأخرين من العلماء والحكماء والمتكلمين.
6. اعتقادات فرق المسلمين والمشركين.
7. المحصول في علم أصول الفقه.
8. المباحث المشرقية في علم الإلهيات والطبيعيات.
9. لوامع البينات شرح أسماء الله تعالى والصفات.
10. معالم أصول الدين.
11. الأربعين في أصول الدين.
12. المسائل الخمسون في أصول الدين.
13. البيان والبرهان في الرد على أهل الزيغ والطغيان.
14. المباحث العمادية في المطالب المعادية.
15. إرشاد النظار إلى لطائف الأسرار.
16. نهاية الإيجاز في دراية الإعجاز.
17. نهاية العقول في دراية الأصول، مجلدان.
18. مناقب الإمام الشافعي.
19. ترجيح مذهب الشافعي وأخباره.
20. النفس والروح وشرح قواهما في علم الأخلاق.
21. الانارات في شرح الإشارات.
22. لباب الاشارات والتنبيهات (شرح الإشارات والتنبيهات لابن سينا).
23. شرح كتاب عيون الحكمة لابن سينا.
24. فضائل الصحابة.
25. القضاء والقدر.
26. ذم الدنيا.
27. نفثة المصدور.
28. الرياض المونقة.
29. تعجيز الفلاسفة، بالفارسية.
30. اللطائف الغياثية.
31. البراهين البهائية، بالفارسية.
32. الرسالة الكمالية في الحقائق الإلهية، بالفارسية لكمال الدين محمد بن ميكائيل، عربها تاج الدين الأرموي.
33. رسالة الجوهر الفرد.
34. شرح كتاب المفصل للزمخشري في النحو، لم يتمه.
35. شرح نهج البلاغة، لم يتمه.
36. شرح ديوان المتنبي.
37. المشيخة الفخرية.
38. الملل والنحل.
39. إبطال القياس.
40. الخلق والبعث.
41. سراج القلوب.
42. الجامع الكبير، لم يتم، ويعرف أَيْضًا بكتاب الطب الكبير.
43. التشريح من الرأس إلى الحلق، لم يتمه.
44. الآيات البينات، في المنطق.
45. الملخص، في الفلسفة.
46. الأخلاق.
47. الفراسة.
48. الأشربة.
49. الرعاية.
50. الزبدة.
51. كتاب في الهندسة.
52. كتاب في النبض، مجلد.
53. كتاب في الرمل.
54. مسائل في الطب.
55. رسالة في النفس.
56. رسالة في النبوات.
57. رسالة في التنبيه على بعض الأسرار المودعة في بعض سور القرآن العظيم.
58. قصة السحر والسحرة في القرآن الكريم.
59. خلق القرآن بين المعتزلة وأهل السنة.
60. الكاشف عن أصول الدلائل وفصول العلل.
61. عجائب القرآن.
62. المناظرات العقدية.
63. منتخب كتاب دنكاوشا.
64. شفاء العي والخلاف أو شفاء العي من الخلاف.
65. عمدة الأنظار وزينة الأفكار.
66. الرسالة المحمدية.
67. الرسالة المجدية.
68. الرسالة الصاحبية.
69. مباحث الوجود.
70. مباحث الجدل.
71. مباحث الحدود.
72. الاختبارات السماوية.
73. الاختبارات العلائية.
74. الموسوم في السر المكتوم.
75. الطريقة العلائية في الخلاف، أربع مجلدات.
76. شرح مصادرات إقليدس.
77. شرح سقط الزند لأبي العلاء.
78. شرح الوجيز للغزالي، لم يتمه، حصل منه العبادات والنكاح في ثلاث مجلدات.
79. شرح كليات القانون، لم يتمه، وألفه للحكيم ثقة الدين عبد الرحمن بن عبد الكريم السرخسي.
80. حدائق الأنوار في حقائق الأسرار: فيه موضوعات ستين علماً، ألفه للسلطان علاء الدين تكش الخوارزمي.
81. درة التنزيل وغرة التأويل (في الآيات المتشابهات). موجود منه نسخة خطية في دار الكتب المصرية رقم 440.[180] جاء في فهرس جوتا: درة التنزيل وغرة التأويل لأبي عبد الله، محمد بن عبد الله الخطيب فخر الدين الرازي. وفي نسبة الكتاب إلى الفخر الرازي خطأ، إذ أن فخر الدين الرازي ليس هو محمد بن عبد الله الخطيب، وإنما هو أبو عبد الله محمد بن عمر بن الخطيب.[181]
82. عصمة الأنبياء.
83. رسالة الحدوث.
84. الجمل في الكلام
85. تهذيب الدلائل وعيون المسائل.
86. المباحث المشرقية في العلم الإلهي.
87. المعالم، وهو آخر مصنفاته من الصغار.

وغيرها كثير في شتى العلوم والفنون. قال الداوودي في كتابه طبقات المفسرين: «ورزق سعادة في مصنفاته، وانتشرت في الآفاق، وأقبل الناس على الاشتغال بها.»

## وفاته

موقع هراة في أفغانستان حيث توفي الرازي

بعد أن لاقَى الفخر في حياته الحافلة ما لاقَى من أذى الخصوم من معتزلة وكرامية وشيعة وحشوية وسواهم، حط عصا الترحال في هراة وسكن الدار التي كان السلطان خوارزم شاه قد أهداه إياها وهناك لم يتركه خصوم يخلد إلى الراحة بعد ذلك الكدح الطويل وإنما استمروا يعملون للنيل منه ومن سمعته.
ومما يروى في هذا الباب إن الحشوية كانوا يرفعون له وهو في مجلس وعظه رقاعاً تتضمن شتمه ولعنه والطعن في عرضه حتى بلغ من فجورهم في الخصومة أن رفعوا إليه يوماً رقعة كتبوا فيها أن ابنه يفسق ويزني وإن امرأته كذلك فما كان منه إلا أن قال «إن هذه القصة تتضمن أن ابني يفسق ويزني وذلك مظنة الشباب فإنه شعبة من الجنون ونرجو من الله تعالى إصلاحه والتوبة وأما امرأتي فهذا شأن النساء إلا من عصمه الله وأنا شيخ ما في للنساء مستمتع هذا كله يمكن وقوعه وأما أنا فوالله لا قلت أن الباري -سبحانه وتعالى جسم ولا شبهته بخلقه ولا حيزته ولله الحمد أن ابني لا يقول إن الله جسم ولا يشبه به خلقه ولا زوجتي تعتقد في ذلك ولا غلامي فأي الفريقين أوضح سبيلاً ؟ »
واِشتدّ على الكرامية بخاصة ما كانوا يرونه من توقير السلاطين له وحضور بعضهم مجالس وعظه ومكانته لديهم خصوصاً بعد مجادلته مع شيخهم ابن القدوة، فلم يزل بينهم وبين الفخر من يومها السيف الأحمر فيعمدون للتخلص منه بكل وسيلة حتى قيل أنهم سموه أو دسوا له من سمه، وسواء كانوا أبرياء من هذه التهمة أم لا فإنهم فرحوا لدى وفاته فرحا شديداً، وكان ذلك في الأول من رمضان عام 606هــ الموافق عام 1209م في هراة وذهب أكثر المؤرخين إلى أنه دفن في الجبل المجاور لقرية مزداخان القريبة من هراة وقيل بل دفن في بيته.

## ثناء العلماء عليه
احتل الرازي المنزلة الرفيعة والمكانة العالية، ونال تقدير واحترام المجتمع على اختلاف طبقاته، فبالغ في احترامه العلماء وطلاب العلم، والسلاطين، وخاصة الناس وعامتهم. ولقد ترك الإمام الرازي في كل علم من العلوم المعروفة في زمانه مؤلفات وآثارا تشهد له بذلك، وتؤيد أن نيله لتلك المكانة العلمية كان عن جدارة واستحقاق. ولقد تواترت أقوال العلماء والمؤرخين الذين وصفوه بأحسن الكلام ورفعوه إلى أسمى المراتب، التي تدل على أنه حظي بمكانة عظيمة بين العلماء لم ينلها عالم آخر في عصره.
- يقول عنه ابن أبي أصيبعة: «هو الإمام فخر الدين أبو عبد اللّه محمد بن العمر بن الحسين الرازي أفضل المتأخرين وسيد الحكماء المحدثين، قد شاعت سيادته، وانتشرت في الآفاق مصنفاته وتلامذته، وكان إذا ركب يمشي حوله ثلاثمائة تلميذ فقهاء وغيرهم وكان خوارزمشاه يأتي إليه، وكان ابن الخطيب شديد الحرص جداً في سائر العلوم الشرعية والحكمية، جيد الفطرة، حاد الذهن، حسن العبارة، كثير البراعة، قوي النظر في صناعة الطب ومباحثها، عارفاً بالأدب، وله شعر بالفارسي والعربي، وكان عبل البدن، ربع القامة، كبير اللحية، وكان في صوته فخامة، وكان يخطب ببلده الري وفي غيرها من البلاد، ويتكلم على المنبر بأنواع من الحكمة، وكان الناس يقصدونه من البلاد، ويهاجرون إليه من كل ناحية على اختلاف مطالبهم في العلوم، وتفننهم فيما يشتغلون به، فكان كل منهم يجده عند النهاية القصوى فيما يرومه منه، وكان الإمام فخر الدين قد قرأ الحكمة على مجد الدولة الجيلي بمراغة، وكان مجد الدين هذا من الأفاضل العظماء في زمانه، وله تصانيف جليلة...»[191]
- ويقول عنه ابن العماد الحنبلي: «الإمام فخر الدين الرازي العلامة أبو عبد الله، محمد بن عمر بن حسين القرشي الطبرستاني الأصل، الشافعي المفسر المتكلم، صاحب التصانيف المشهورة. ولد سنة أربع وأربعين وخمسمائة، واشتغل على والده الإمام ضياء الدين خطيب الري، صاحب محي السنة البغوي، وكان فخر الدين ربع القامة، عبل الجسم، كبير اللحية، جهوري الصوت، صاحب وقار وحشمة، له ثروة ومماليك وبزة حسنة وهيئة جميلة. إذا ركب مشى معه نحو الثلاثمائة مشتغل على اختلاف مطالبهم، في التفسير، والفقه، والكلام، والأصول، والطب، وغير ذلك. وكان فريد عصره، ومتكلم زمانه، رزق الحظوة في تصانيفه، وانتشرت في الأقاليم. وكان له باع طويل في الوعظ، فيبكي كثيرا في وعظه. سار إلى شهاب الدين الغوري سلطان غزنة، فبالغ في إكرامه، وحصلت له منه أموال طائلة، واتصل بالسلطان علاء الدين خوارزم شاه، فحظي لديه، وكان بينه وبين الكرامية السيف الأحمر، فينال منهم وينالون منه، سبا وتكفيرا، حتى قيل أنهم سموه فمات، وخلف تركة ضخمة، منها ثمانون ألف دينار. توفي بهراة يوم عيد الفطر. قاله جميعه في العبر. وقال ابن قاضي شهبة: ومن تصانيفه تفسير كبير لم يتمه، في اثني عشر مجلدا كبارا، سماه مفاتيح الغيب...»[192]
- وقال عنه شمس الدين الداوودي في طبقات المفسرين: «الإمام العلامة سلطان المتكلمين في زمانه، فخر الدين، أبو عبد الله القرشي البكري التيميّ، من ذرية أبي بكر الصديق رضي الله عنه، الطبرستاني الأصل، ثم الرازي، ابن خطيبها. المفسّر، المتكلم. إمام وقته في العلوم العقلية، وأحد الأئمة في العلوم الشرعية، صاحب المصنفات المشهورة، والفضائل الغزيرة المذكورة، وأحد المبعوثين على رأس المائة السادسة لتجديد الدين. ولد في رمضان سنة أربع وأربعين وخمسمائة، وقيل سنة ثلاث، اشتغل أولا على والده ضياء الدين عمر، وهو من تلامذة البغوي، ثم على الكمال السمناني، وعلى المجد الجيلي، صاحب محمد بن يحيى، وأتقن علوما كثيرة، وبرز فيها، وتقدّم وساد، وقصده الطلبة من سائر البلاد، وصنف في فنون كثيرة؛ وكان له مجلس كبير للوعظ يحضره الخاص والعام، ويلحقه فيه حال ووجد.»[13]
- ويقول جمال الدين القفطي في كتاب إخبار العلماء بأخبار الحكماء: «وله تصانيف في الأصول وتصانيف في المنطق وفسر القرآن تفسيراً كبيراً وكان علمه محتفظاً من تصانيف المتقدمين والمتأخرين يعلم ذلك من يقف عليها... كان من أفاضل أهل زمانه بَذَّ القدماء في الفقه وعلم الأصول والكلام والحكمة ورد على أبي علي بن سينا واستدرك عليه وكان عظيم الشأن بخراسان وسارت مصنفاته في الأقطار واشتغل بها الفقهاء وكان يطعن على الكرامية ويبين خطأهم فقيل أنهم توصلوا إلى إطعامه السم فهلك وكان يركب وحوله السيوف المجذبة وله المماليك الكثيرة والمرتبة العالية والمنزلة الرفيعة عند السلاطين الخوارزمشاهية وعنّ له أن تهوّس بعمل الكيمياء وضيّع في ذلك مالاً كثيراً ولم يحصل على طائل... ومن تصانيفه كتاب تفسير القرآن الكبير سماه مفاتيح الغيب سوى تفسير الفاتحة وأفرد لها تصنيفاً اثني عشر مجلداً بخطه الدقيق. كتاب تفسير القرآن الصغير سماه أسرار التنزيل وأنوار التأويل...»[193]
- ويقول زكريا القزويني في آثار البلاد وأخبار العباد: «إمام الوقت ونادرة الدهر وأعجوبة الزمان.»[194]
- ويقول ابن الأثير في الكامل في التاريخ: «كان إمام الدنيا في عصره.»[195]
- ويقول شمس الدين الشهرزوري في نزهة الأرواح وروضة الأفراح: «إمام زمانه وفاضل أيامه، وصاحب التصانيف المعظمة والمؤلفات المفخمة في أكثر العلوم، بلغ رحمه الله تعالى في البحث والجدل والقيل والقال مبلغاً عظيماً.»[196]
- ويقول صلاح الدين الصفدي في الوافي بالوفيات: «الإمام العلامة فريد دهره ونسيج وحده فخر الدين أبو عبد الله القرشي التيمي البكري الطبرستاني الأصل الرازي المولد ابن خطيب الري الشافعي الأشعري.»

- وعند اليافعي في مرآة الجنان: «الإمام الكبير العلامة التحرير الأصولي المتكلم المناظر المفسر صاحب التصانيف المشهورة في الآفاق الحظية في سوق الإفادة بالاتفاق فخر الدين الرازي أبو عبدالله محمد بن عمر بن الحسين القرشي التيمي البكري الملقب بالإمام عند علماء الأصول المقرر لشبه مذاهب الفرق المخالفين والمبطل لها بإقامة البراهين الطبرستاني الأصل الرازي المولد المعروف الشافعي المذهب فريد عصره، ونسيج وحده الذي قال فيه بعض العلماء.»

- ومدحه الإمام سراج الدين يوسف بن أبي بكر بن محمد السكاكي الخوارزمي بقوله:

- وعده جلال الدين السيوطي مجدد القرن السادس، فقال في قصيدته عن المجددين:

- ومدحه شرف الدين بن عنين بقصيدة قال فيها:

1. كوكب منير سمي بالأعزل لأنه ليس أمامه شيء.
2. عطية.
3. المطر.
4. أول مطر الربيع.
5. المطر يسقط بعد المطر.
6. القميص أو كل ما يُلبس.
7. المرتعد من خوف أو برد.
8. اسم جبل.

- ودافع عنه سعيد فودة دفاعاً قوياً في كتابه الكاشف الصغير عن عقائد ابن تيمية فقال: «...ابن تيمية الذي ظهر في النصف الثاني من القرن السابع وتوفي في الرابع الأول من القرن الثامن، كان واحداً من الذين حملوا لواء التجسيم ودافع عنه مُتَسَتِّراً تحت راية الكتاب والسنة وأقوال الصحابة ليستجلب قلوب العوام إلى هذا المذهب كما سترى في هذا الكتاب. وقد كان المجسمة بكافة طوائفهم وفرقهم ما زالوا لا يستطيعون النهوض من آثار الضربات القوية والمتلاحقة التي كالها الإمام فخر الدين الرازي لمذهبهم ومشايخهم، فهو رحمه الله ما تركهم إلا بعد أن كسر شوكتهم وتركهم ضحكة للمتقدمين والمتأخرين، وكان الإمام الرازي شديد الوطأة عليهم في المناظرات وفي كتبه حتى كان بعضهم يبكي أمام الناس من هَوْلِ ما يلاقيه من هذا الإمام. وكان من أشد الكتب التي ألَّفها هذا الإمام الكبير الكتاب الذي سماه "أساس التقديس" ذكر فيه خلاصة مذاهبهم وردَّ عليها على جميع التقادير، حتى بقي هذا الكتاب علامة وحَسَنة ندعو الله تعالى أن يثيب الإمام عليها خيراً كثيراً. فلما نظر ابن تيمية في واقع أصحابه، قام بعدَّة تحركات ليس الآن مجال شرحها ولعلنا نوضحها في كتاب مستقل. ولكن ما نريد أن نقوله هو أن ابن تيمية لما لاحظ شدة تأثير الإمام الرازي على مذهبه وهو مذهب التجسيم، وأن ما تركه الإمام الرازي من كتب فهي الآن معاول بأيدي أصحابه يهدمون بها مذاهب المشبهة والمجسمة. أقول لما رأي ابن تيمية هذا الواقع شدَّ عَزْمه على الرد على الإمام الرازي في غالب كتبه أساساً وكذلك الرد على سائر من هو من أصحاب الإمام الرازي من المتقدمين والمتأخرين. ولذلك تراه كثيراً ما يرد عليه في أغلب كتبه إما بذكره بالاسم أو بالرد على مذهبه وطريقته ولما كان الإمام الرازي قد ألف كتاباً خاصاً في الرد على المجسمة وبيان تهافتهم وهو كتاب أساس التقديس، فقد ركَّز ابن تيمية جهوده على هذا الكتاب فكتب كتابه المشهور بالرد على أساس التقديس. وقد كتب ابن تيمية في نصرة مذهب التجسيم كتباً ورسائل عديدة وبث أفكاره في أثناء كتبه وفتاويه ولم يَدَّخر جهداً في نصرة مذهبه والذبِّ عنه...[202]»

| فخر الدين الرازي | إمام المتكلمين، ذو الباع الواسع في تعليق العلوم، والاجتماع بالشاسع من حقائق المنطوق والمفهوم، والارتفاع قدرا على الرفاق، وهل يجري من الأقدار إلا الأمر المحتوم؟ بحر ليس للبحر ما عنده من الجواهر، وحبر سما على السماء، وأين للسماء مثل ما له من الزواهر؟ وروضة علم تستقل الرياض نفسها أن تحاكي ما لديه من الأزاهر. انتظمت بقدره العظيم عقود الملة الإسلامية، وابتسمت بدره النظيم ثغور الثغور المحمدية، تنوع في المباحث وفنونها، وترفع فلم يرض إلا بنكت تسحر ببيونها، وأتى بجنات طلعها هضيم، وكلمات يقسم الدهر أن الملحد بعدها لا يقدر أن يضيم. وله شعار أوى الأشعري من سننه إلى ركن شديد، واعتزل المعتزلي علما أنه ما يلفظ من قول إلا لديه رقيب عتيد، وخاض من العلوم في بحار عميقة، وراض النفس في دفع أهل البدع وسلوك الطريقة. أما الكلام فكل ساكت خلفه، وكيف لا وهو الإمام، رد على طوائف المبتدعة، وهد قواعدهم... وأما علوم الحكماء؛ فلقد تدرع بجلبابها، وتلفع بأثوابها، وتسرع في طلبها حتى دخل من كل أبوابها... وأما الشرعيات تفسيرا، وفقها: وأصولا: وغيرها؛ فكان بحرا لا يجارى وبدرا، إلا أن هداه يشرق نهارا... ولقد أجاد ابن عنين، حيث يقول فيه: ماتت به بدع تمادى عمرها دهرا وكاد ظلامها لا ينجلي وعلا به الإسلام أرفع هضبة ورسا سواه في الحضيض الأسفل... واشتهرت مصنفاته في الآفاق، وأقبل الناس على الاشتغال بها، ورفضوا كتب المتقدمين، وأقام بهراة، وكان يلقب بها شيخ الإسلام، وكان كثير الإزراء بالكرامية. فقيل: إنهم وضعوا عليه من سقاه سما، فمات. وكان خوارزمشاه يأتي إليه، وكان إذا ركب يمشي حوله نحو ثلاث مائة نفس من الفقهاء وغيرهم، وكان شديد الحرص جدا في العلوم، وأصحابه أكثر الخلق تعظيما له، وتأدبا معه، له عندهم المهابة الوافرة... وأما كتاب (السر المكتوم في مخاطبة النجوم) فلم يصح أنه له؛ بل قيل: إنه مختلق عليه... واعلم أن شيخنا الذهبي ذكر الإمام في كتاب (الميزان)، في الضعفاء، وكتبت أنا على كتابه حاشية، مضمونها أنه ليس لذكره في هذا المكان معنى، ولا يجوز من وجوه عدة، أعلاها أنه ثقة حبر من أحبار الأمة، وأدناها أنه لا رواية له، فذكره في كتب الرواة مجرد فضول، وتعصب وتحامل تقشعر منه الجلود... إلى أن قال: واعلم أن هذه الجملة من كلام الإمام دالة على مراقبته طول وقته، ومحاسبته لنفسه، رضي الله عنه، وقبح من يسبه، أو يذكره بسوء حسدا وبغيا من عند نفسه. | فخر الدين الرازي |

## انتقادات

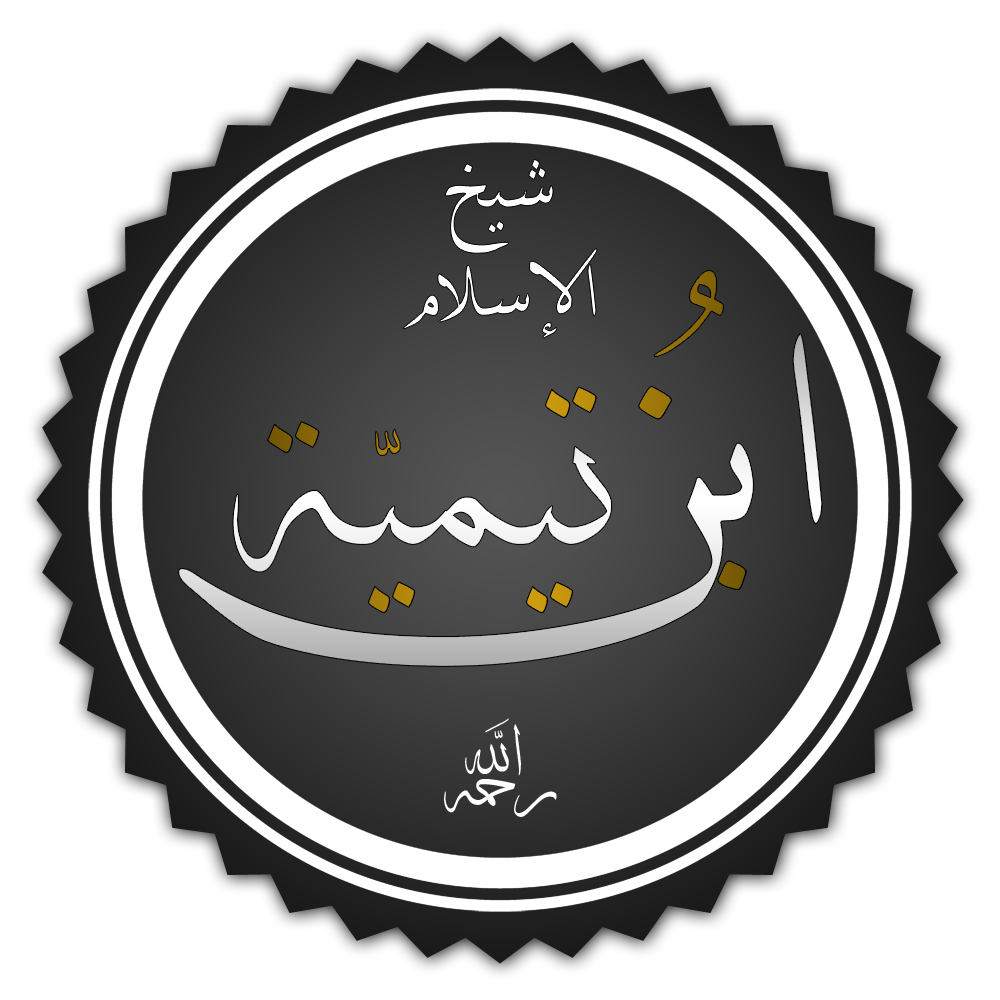
ابن تيمية الحراني أقوى من توجه بالنقد الشديد لـ الرازي حتى أنّه في كتابه «بيان تلبيس الجهمية» اتهمه بالردة والدعوة إلى عبادة الكواكب والأوثان.

### اشتغاله بالفلسفة
توجه البعض بالنقد لفكر الرازي وعقيدته، بسبب اشتغاله بالفلسفة واهتمامه بها، ويعني هذا أن الاشتغال بالفلسفة كان سببا في خصومات وانتقادات كثيرة في حياته وبعد مماته، كاتهامه بأنه مجرد ناقل عن أرسطو (ت 322 ق م) وأتباعه من المشائين اليونانيين والمسلمين، أمثال قالينوس (ت 201 م)، ومحمد بن زكريا الرازي (ت 312 هـ)، وابن سينا (ت 428 هـ)، وأبي البركات البغدادي (ت 560 هـ)، وهو متهم أَيْضًا بأنه كان يعرض الشبه عن الفلاسفة وغيرهم ولم يجب عنها، أو بأنه شغل الناس بكتب الفلسفة بدل كتب السنة وغير ذلك. وقد اهتم المؤرخون وغيرهم بهذه الانتقادات بين مؤيد ومعارض، فذكر الصفدي (ت 764 هـ) أن خصوم الرازي أكثروا عليه التشنيع بسبب إيراد الشبه والأدلة للخصوم ولم يجب عنها، ومن هؤلاء ابن سيد الناس (ت 734 هـ)، الذي اعتمد على ما ذكره ابن جبير (ت 614 هـ) في رحلته، من أنه دخل الري ووجد الرازي قد التفت عن السنة وشغل الناس بكتب ابن سينا وأرسطو.
بينما يرى آخرون بإنه وبالرغم من كون اشتغال الرازي بالفلسفة صحيح إلا أن ابتعاده عن السنة شهادة باطلة وافتراء عليه، ولكن خصومه استغلوا أي كلام من أجل التشكيك في مكانته في الفكر الإسلامي ودوره في تطويره، حسدا له على إصابته في اجتهاداته ونجاحه في الرد على أهل البدع والنصارى واليهود، وحتى الفلاسفة، فالرازي أخد من الفلسفة ما رآه صحيحا وحافظ على مذهب أهل السنة ودافع عنه بكل قوته.
يقول تاج الدين السبكي (ت 771 هـ) عن تضلعه في الحكمة: «وأما علوم الحكماء فلقد تدرع بجلبابها وتلفع بأثوابها، وتسرع في طلبها حتى دخل من كل أبوابها، وأقسم الفيلسوف: إنه لذو قدر عظيم، وقال المنصف في كلامه: هذا من لدن حكيم.» ويقول ابن قاضي شهبة (ت 851 هـ): «إمام وقته في العلوم العقلية، وأحد الأئمة في العلوم الشرعية، صاحب المصنفات المشهورة والفضائل الغزيرة المذكورة، ولد في رمضان سنة 544، وقيل سنة ثلاث، اشتغل أولا على والده ضياء الدين عمر، وهو من تلامذة البغوي، ثم على الكمال السمناني وعلى المجد الجيلي صاحب محمد بن يحيى، وأتقن علوما كثيرة وبرز فيها وتقدم وساد، وقصده الطلبة من سائر البلاد، وصنف في فنون كثيرة..»

### حول كتابته عن علم السحر والنجوم
من أشد الانتقادات التي وجهت للرازي هي كتابته عن علم السحر والطلاسم وتصنيفه فيه، وهذا ما اعْتَبَره منتقدوه مخالفا للشرع، واتهموه بالردة عن الإسلام والدعوة إلى عبادة الأوثان يقول ابن تيمية: «من العجب أن يذكر -يعني الرازي- عن أبي معشر ما يَذُمُّ به عبادة الأوثان، وهو الذي اتخذ أبا معشر أحد الأئمة الذين اقتدى بهم في الأمر بعبادة الأوثان، لما ارتد عن دين الإسلام، وأمر بالإشراك بالله تعالى وعبادة الشمس والقمر والكواكب والأوثان، في كتابه الذي سماه: "السر المكتوم في السحر ومخاطبة النجوم"». ويدافع آخرون عن اشتغال الرازي بالسحر بأنه لا يوجد دليل صريح على أنه يدعو إلى عبادة غير الله، ويقول الرازي نفسه في هذه المسألة بجواز تعلم السحر إذ يقول في تفسيره «العلم بالسحر غير قبيح ولا محظور: اتفق المحققون على ذلك لأن العلم لذاته شريف وأَيْضًا لعموم قوله تعالى: ﴿هل يستوي الذين يعلمون والذين لا يعلمون﴾ ولأن السحر لو لم يكن يعلم لما أمكن الفرق بينه وبين المعجز، والعلم بكون المعجز معجزا واجب وما يتوقف الواجب عليه فهو واجب فهذا يقتضي أن يكون تحصيل العلم بالسحر واجبا وما يكون واجبا كيف يكون حراما وقبيحا».
أما عن تصنيفه لكتاب: «السر المكتوم في مخاطبة النجوم» و«الاختيارات العلائية في الاختبارات السمائية» فليس في ذلك بأس عندهم فإنه قد صنفهم على وجه إظهار ما في السحر من الفساد، لا على سبيل الاعتقاد إذ أن الرازي تبرأ مما ذكر فيهم.
| فخر الدين الرازي | ينبغي أن تعلم أن النظر في النجوم على ستة أوجه: الأول: النظر في هذه الأجرام لتدل علي الخالق عز اسمه وحياته وعلمه وقدرته، وهذا عين الإيمان بل أعلى درجات الإيمان؛ لأن إبراهيم عليه السلام نظر في النجوم والقمر والشمس فاستدل بهذا النظر على وجود الباري سبحانه وتعالي. الثاني: النظر في حركاتها لتحديد أوقات الصلاة والصيام والزكاة والحج وسمت القبلة، والنظر في النجوم على هذا الوجه واجب. الثالث: النظر في مقاديرها وأجرامها وأبعادها ودوراتها كما في علم الهيئة والنظر في النجوم على هذا الوجه مندوب إليه لفهم آثار حكمة الله. الرابع: اعتقاد أن النجوم غير مؤثرة أبدا في العالم بالطبع، لكن أجرى الله تعالى العادة أن طلوع الشمس سبب ضياء العالم وغروبها سبب ظلمته، والقرب منها سبب حرارة الهواء والابتعاد عنها سبب برودته، ومثل هذا النظر في هذه النجوم كأسباب للسعادة والنحوسة من طريق العادة لا من طريق الطبع، واتفق جملة المحققين والمتكلمين على أن علم النجوم على هذا الوجه ليس بكفر ولا ضلالة. الخامس: اعتقاد أن النجوم مؤثرة في العالم بالطبع، وهذا الاعتقاد خطأ ولكنه ليس بكفر. السادس: اعتقاد أن النجوم مدبرة للعالم وعبادتها، وهذا كفر صريح. وبسبب هذا التفصيل أوردنا في هذا الكتاب ما يحدث بالنظر فيه منفعة ولا يضر الاعتقاد. | فخر الدين الرازي |

ويقول في مقدمة كتاب: «السر المكتوم في مخاطبة النجوم» «فهذا كتاب يَجْمَعُ فيه ما وصل إلينا من علم الطَّلْسَمات والسِّحْريات والعزائم ودعوة الكواكب، مع التَّبَرِّي عن كل ما يُخالف الدين وسليم اليقين».
وأنكر كثير من العلماء والمؤرخين نسبة الكتاب إليه وشككوا في ذلك، ونفوا نسبته إليه؛ لعدم الوقوف على الكتاب ولكون المؤلف ليس من أهل تلك الصنعة، كما هو ظاهر كلام ابن خلدون في مقدمتة. كما أنه وعلى فرض صحة نسبته إليه ما يزال هناك شك في اطلاع المنكرين عليه. قال في لسان الميزان: «وله كتاب «السر المكتوم في مخاطبة النجوم»: سحر صريح فلعله تاب من تأليفه أن شاء الله». قال التاج السبكي: «وأمّا كتاب «السر المكتوم في مخاطبة النجوم» فلم يصحَّ أنّه له، بل قيل إنه مختلق عليه». وقال أَيْضًا: «قلتُ: وقد عرّفناك أن هذا الكتاب مختلق عليه، وبتقدير صحّة نسبته إليه ليس بسحر، فليتأمّله من يُحسن السحر». وفي دار الكتب المصرية عدة نسخ من هذا الكتاب، وجاء في مقدمتها نص الفخر الرازي أنه بريء مما في هذا الكتاب، وأنه أراد فقط جمع ما كتبه أدعياء السحر، وبيان حججهم بعبارته، حتى يستطيع المناظر لهم أن يدرك مذهبهم. وكلام الفخر الرازي حول السحر والتنجيم مذكور من خلال مؤلفاته التي بين فيها ماهية السحر وأحكامه، وتوضيح مفاسده، وبيان أقسامه.

### انتقادات لتفسيره

#### إيراد الشبه وترك الجواب عليها
ينتقد البعض الرازي بأنه يورد شبه المخالفين في المذهب والدين على غاية ما يكون من التحقيق ثم يورد ردها على غاية من الوهاء والضعف ومثله قول بعضهم إنه يورد الشبه نقداً ويحلها نسيئة وقول آخرين كان يقرر في مسائل كثيرة من مذاهب الخصوم وشبههم بأتم عبارة، فإذا جاء إلى الأجوبة اقتنع بالإشارة.
ويرد على ذلك آخرون بإن الرازي لم ينصف بهذه العبارات المطلقة وإن الذين أصدروا تلك الأحكام في حقه وحق تفسيره لم يصيبوا ، يقول الشيخ الزرقاني «ومن أهل السنة من استبسل في الدفاع عن عقيدتهم في تفسيره وعلى رأس هؤلاء الإمام فخر الدين الرازي الذي شنها حربا شعواء في كل مناسبة على أهل الزيغ والانحراف في العقيدة وقد سلك في تفسيره مفاتيح الغيب المشهور بتفسير الفخر مسلك الحكماء الإلهيين فصاغ أدلته في مباحث الإلهيات على نمط استدلالاتهم العقلية ولكن مع تهذيبها بما يوافق أصول أهل السنة وكذلكفقال لي الشيخ أثير الدين وأظنه تقي  تعرض لشبههم بالنقض والتفنيد في كثير من المواضع »، ويقول الصفدي «...ابن دقيق العيد يقول فخر الدين وإن كان قد أكثر من إيراد شبه الفلاسفة وملأ بها كتبه فإنه قد زلزل قواعدهم قلت الأمر كما قال لأنه إذا ذكر للفلاسفة أو غيرهم من خصومه شبهة ثم أخذ في نقضها فإما أن يهدمها ويمحوها ويمحقها وإما أن يزلزل أركانها من ذلك أنه أتى إلى شبهة الفلاسفة في أن وجود الله تعالى عين ذاته ولهم في ذلك شبه وحجج قوية مبنية على أصولهم التي قرؤها فقال هذا كله ما نعرفه ولكن نحن نعلم قطعا أن الله تعالى موجود ونشك في ذاته ما هي فلو كان وجوده عين ذاته لما كنا نعلم وجوده من وجه ونجهله من وجه إذ الشيء لا يكون في نفسه معلوما مجهولا هذا أمر قطعي فانظر إلى هذه الحجة ما أقواها وأوضحها وأجلاها كيف تهدم ما بنوه وتدكدك ما شيدوه وعلوه.».

#### فيه كل شيء إلا التفسير
يُنتقَد الرازي ويُتهَم من البعض أنه قد جمع في تفسيره أشياء طويلة لا حاجة بها وليست من علم التفسير في شيء، يقول أبو حيان الغرناطي «وهكذا جرت عادتنا: أن كل قاعدة في علم من العلوم يرجع في تقريرها إلى ذلك العلم، ونأخذها في علم التفسير مسلمة من ذلك العلم، ولا نطول بذكر ذلك في علم التفسير، فنخرج عن طريقة التفسير، كما فعله أبو عبد الله محمد بن عمر الرازي، المعروف بابن خطيب الري، فإنه جمع في كتابه في التفسير أشياء كثيرة طويلة، لا حاجة بها في علم التفسير. ولذلك حكي عن بعض المتطرفين من العلماء أنه قال: فيه كل شيء إلا التفسير.».
بينما يرى آخرون أن في هذا مغالاة ومبالغة زائد وحيفاً على هذا التفسير وصاحبه فيقول د.عيادة بن أيوب الكبيسي «ولعل منشأ الخطأ في هذا الحكم ومجانبة الصواب إنما نتج عن عدم ملاحظة منهج الرازي في تفسيره والدافع له على تأليفه وهو الدفاع عن القرآن الكريم، وتبرير جميع ما جاء فيه على ضوء القوانين العقلية وتأييد استدلالاته في العقيدة بها، وإجابة الطاعنين والرد عليهم حتى لا يبقى شك عند أحد كونه من الله سبحانه وتعالى ولذا فهو يسخر في تفسيره المعارف الإنسانية لتحقيق هدفه وهو إثبات الإعجاز العقلي والعلمي للقرآن وإظهاره منزهاً عن التناقض الفكري والقصور العقلي وإثبات حقائق النقل بدقائق العقل حتى لا يستطيع ملحد أو ضال أن ينفذ من ثغرة غير مسدودة فيطعن فيي القرآن باسم العلم فينطي تزييفه على البسطاء فتتعرض عقائد الناس إلى الهزات..إنه يتمثل ذروة المحاولة العقلية لفهم القرآن واثبات سلامته من اى نوع من التناقض مع أشتماله على تلك العلوم والمعارف الكثيرة  » ويقول الشيخ محمد الفاضل بن عاشور «وإذا كان بعض الناس لم يزل في شك من القيمة السامية لهذا التفسير، فإن كلمة قديمة لاكتها الألسن، قد كانت من أعظم أسباب هذا الشك وذلك ما راج في مجالس العلماء قديماً وحديثاً من أن تفسير الرازي قد اشتمل على كل علم إلا التفسير، فإنها كلمة صدرت من غير روية ولا تحقيق »، ويقول الصفدي «وقلت يوما للشيخ الإمام العلامة قاضي القضاة أبي الحسن علي السبكي قال الشيخ تقي الدين ابن تيمية وقد ذكر تفسير الإمام فيه كل شيء إلا التفسير فقال قاضي القضاة ما الأمر كذا إنما فيه مع التفسير كل شيء »

## كتب ومؤلفات عنه
- الرازي مفسراً — تأليف: د. محسن عبد الحميد.
- الإمام الحكيم فخر الدين الرازي من خلال تفسيره — تأليف: د. عبد العزيز المجدوب.
- الإمام فخر الدين الرازي: حياته وآثاره — تأليف: علي محمد العماري.
- مناظرات فخر الدين الرازي في بلاد ما وراء النهر — تأليف: فتح الله خليف.
- الإمام فخر الدين الرازي ومصنافته — تأليف: طه جابر العلواني.
- فخر الدين الرازي وآراؤه الكلامية والفلسفية — تأليف: محمد صالح الزركان.
- نظرية المعرفة عند الرازي من خلال تفسيره — تأليف: محمد العربي بوعزيزي.
- الرازي النحوي من خلال تفسيره — تأليف: طلال يحيى الطوبجي.
- موسوعة مصطلحات الإمام فخر الدين الرازي — تأليف: سميح دغيم.
- المنطلقات الفكرية عند الإمام الفخر الرازي — تأليف: محمد العريبي.
- الذات الإلهية عند فخر الدين الرازي — تأليف: عمر التريكي.
- الرازي في حضارة العرب — تأليف: د. خالد حربي.
- علم الدلالة عند العرب: فخر الدين الرازى نموذجاً — تأليف: محي الدين محسب.
- فخر الدين الرازي والتصوف — تأليف: أحمد محمد الجزار.
- الإعجاز البلاغي في القرآن؛ دراسة تحليلية عند فخر الدين الرازي — تأليف: عزيز الخطيب.
- المنقول والمعقول في التفسير الكبير لفخر الدين الرازي — تأليف: عارف مفضي المسعر.
- تعدد المعنى في النص القرآني: دراسة دلالية في تفسير مفاتيح الغيب للإمام فخر الدين الرازي — تأليف: إيهاب سعيد النجمي.
- أضواء على دراسة التفسير الكبير للإمام الرازي: رؤية منهجية لاستكشاف معالم المدرسة العقلية في التفسير — إعداد: محمد معصوم سركار الأزهري ومحمد أرشد الحسن أبو الحسن.
- التصور اللغوي عند الإمام فخر الدين الرازي — إعداد: أمان سليمان حمدان أبو صالح.
- تهذيب التفسير الكبير للإمام فخر الدين الرازي — إعداد: حسين بركة الشامي.
- منهج فخر الدين الرازي في تفسير القرآن — إعداد الباحث التونسي: بسّام الجمل.
- التفسير الكبير للفخر الرازي لغويا ونحويا — إعداد: محمود أحمد السويد.
- طبقات المفسرين — تأليف: جلال الدين السيوطي.
- التفسير والمفسرون — تأليف: د. محمد حسين الذهبي.
- مناهج المفسرين — تأليف: الدكتور منيع عبد الحليم محمود.
- تعريف الدارسين بمناهج المفسرين — تأليف: د. صلاح عبد الفتاح الخالدي.
- التفسير ورجاله — تأليف: محمد الفاضل بن عاشور.

## وصلات خارجية
- الفخر الرازي في عالم الفلسفة
- تبرئة الإمام الرازي من الكفر
- هل كفر فخر الدين الرازي كما يدعي ابن تيمية؟ على يوتيوب
- هل تراجع الإمام الرازي عن عقيدته؟ - أ. سعيد فودة على يوتيوب